# فهرست سیارک‌ها (۲۰۳۰۰۱–۲۰۴۰۰۱)
فهرست سیارک‌ها (۲۰۳۰۰۱ - ۲۰۴۰۰۱) فهرست سیارک‌ها از ۲۰۳۰۰۱ تا ۲۰۴۰۰۱ است.
| نام    | نام انگلیسی | تاریخ کشف       |
| ------ | ----------- | --------------- |
| ۲۰۳۰۰۱ | 1999 VL197  | ۳ نوامبر ۱۹۹۹   |
| ۲۰۳۰۰۲ | 1999 VZ203  | ۹ نوامبر ۱۹۹۹   |
| ۲۰۳۰۰۳ | 1999 VD208  | ۹ نوامبر ۱۹۹۹   |
| ۲۰۳۰۰۴ | 1999 VD210  | ۱۲ نوامبر ۱۹۹۹  |
| ۲۰۳۰۰۵ | 1999 VA211  | ۱۳ نوامبر ۱۹۹۹  |
| ۲۰۳۰۰۶ | 1999 WS12   | ۲۹ نوامبر ۱۹۹۹  |
| ۲۰۳۰۰۷ | 1999 XB30   | ۶ دسامبر ۱۹۹۹   |
| ۲۰۳۰۰۸ | 1999 XV50   | ۷ دسامبر ۱۹۹۹   |
| ۲۰۳۰۰۹ | 1999 XV96   | ۷ دسامبر ۱۹۹۹   |
| ۲۰۳۰۱۰ | 1999 XJ181  | ۱۲ دسامبر ۱۹۹۹  |
| ۲۰۳۰۱۱ | 1999 XH183  | ۱۲ دسامبر ۱۹۹۹  |
| ۲۰۳۰۱۲ | 1999 XE203  | ۱۲ دسامبر ۱۹۹۹  |
| ۲۰۳۰۱۳ | 1999 XJ204  | ۱۲ دسامبر ۱۹۹۹  |
| ۲۰۳۰۱۴ | 1999 XC233  | ۲ دسامبر ۱۹۹۹   |
| ۲۰۳۰۱۵ | 1999 YF3    | ۱۹ دسامبر ۱۹۹۹  |
| ۲۰۳۰۱۶ | 1999 YP4    | ۲۸ دسامبر ۱۹۹۹  |
| ۲۰۳۰۱۷ | 2000 AM45   | ۳ ژانویه ۲۰۰۰   |
| ۲۰۳۰۱۸ | 2000 AJ93   | ۴ ژانویه ۲۰۰۰   |
| ۲۰۳۰۱۹ | 2000 AN126  | ۵ ژانویه ۲۰۰۰   |
| ۲۰۳۰۲۰ | 2000 AW127  | ۵ ژانویه ۲۰۰۰   |
| ۲۰۳۰۲۱ | 2000 AJ152  | ۸ ژانویه ۲۰۰۰   |
| ۲۰۳۰۲۲ | 2000 AD183  | ۷ ژانویه ۲۰۰۰   |
| ۲۰۳۰۲۳ | 2000 AM208  | ۴ ژانویه ۲۰۰۰   |
| ۲۰۳۰۲۴ | 2000 AL212  | ۵ ژانویه ۲۰۰۰   |
| ۲۰۳۰۲۵ | 2000 AO225  | ۱۲ ژانویه ۲۰۰۰  |
| ۲۰۳۰۲۶ | 2000 AN226  | ۱۲ ژانویه ۲۰۰۰  |
| ۲۰۳۰۲۷ | 2000 AC241  | ۷ ژانویه ۲۰۰۰   |
| ۲۰۳۰۲۸ | 2000 AQ252  | ۷ ژانویه ۲۰۰۰   |
| ۲۰۳۰۲۸ | 2000 BR     | ۲۸ ژانویه ۲۰۰۰  |
| ۲۰۳۰۳۰ | 2000 BM1    | ۲۷ ژانویه ۲۰۰۰  |
| ۲۰۳۰۳۱ | 2000 BQ10   | ۲۸ ژانویه ۲۰۰۰  |
| ۲۰۳۰۳۲ | 2000 BR11   | ۲۶ ژانویه ۲۰۰۰  |
| ۲۰۳۰۳۳ | 2000 BD33   | ۲۹ ژانویه ۲۰۰۰  |
| ۲۰۳۰۳۴ | 2000 BY48   | ۲۸ ژانویه ۲۰۰۰  |
| ۲۰۳۰۳۵ | 2000 CJ65   | ۳ فوریه ۲۰۰۰    |
| ۲۰۳۰۳۶ | 2000 CX65   | ۵ فوریه ۲۰۰۰    |
| ۲۰۳۰۳۷ | 2000 CE79   | ۸ فوریه ۲۰۰۰    |
| ۲۰۳۰۳۸ | 2000 CE113  | ۸ فوریه ۲۰۰۰    |
| ۲۰۳۰۳۹ | 2000 DG10   | ۲۶ فوریه ۲۰۰۰   |
| ۲۰۳۰۴۰ | 2000 DH11   | ۲۷ فوریه ۲۰۰۰   |
| ۲۰۳۰۴۱ | 2000 DE36   | ۲۹ فوریه ۲۰۰۰   |
| ۲۰۳۰۴۲ | 2000 DZ46   | ۲۹ فوریه ۲۰۰۰   |
| ۲۰۳۰۴۳ | 2000 DR48   | ۲۹ فوریه ۲۰۰۰   |
| ۲۰۳۰۴۴ | 2000 DG113  | ۲۶ فوریه ۲۰۰۰   |
| ۲۰۳۰۴۵ | 2000 DW113  | ۲۷ فوریه ۲۰۰۰   |
| ۲۰۳۰۴۶ | 2000 EC45   | ۹ مارس ۲۰۰۰     |
| ۲۰۳۰۴۷ | 2000 EC52   | ۳ مارس ۲۰۰۰     |
| ۲۰۳۰۴۸ | 2000 EP109  | ۸ مارس ۲۰۰۰     |
| ۲۰۳۰۴۹ | 2000 EO113  | ۹ مارس ۲۰۰۰     |
| ۲۰۳۰۵۰ | 2000 EN125  | ۱۱ مارس ۲۰۰۰    |
| ۲۰۳۰۵۱ | 2000 ER193  | ۳ مارس ۲۰۰۰     |
| ۲۰۳۰۵۲ | 2000 FB20   | ۲۹ مارس ۲۰۰۰    |
| ۲۰۳۰۵۳ | 2000 FH51   | ۲۹ مارس ۲۰۰۰    |
| ۲۰۳۰۵۴ | 2000 GA16   | ۵ آوریل ۲۰۰۰    |
| ۲۰۳۰۵۵ | 2000 GH24   | ۵ آوریل ۲۰۰۰    |
| ۲۰۳۰۵۶ | 2000 GA26   | ۵ آوریل ۲۰۰۰    |
| ۲۰۳۰۵۷ | 2000 GP121  | ۶ آوریل ۲۰۰۰    |
| ۲۰۳۰۵۸ | 2000 GO180  | ۶ آوریل ۲۰۰۰    |
| ۲۰۳۰۵۹ | 2000 HO32   | ۲۹ آوریل ۲۰۰۰   |
| ۲۰۳۰۶۰ | 2000 HK67   | ۲۷ آوریل ۲۰۰۰   |
| ۲۰۳۰۶۱ | 2000 JP68   | ۹ مه ۲۰۰۰       |
| ۲۰۳۰۶۲ | 2000 KF3    | ۲۶ مه ۲۰۰۰      |
| ۲۰۳۰۶۳ | 2000 KM54   | ۲۷ مه ۲۰۰۰      |
| ۲۰۳۰۶۴ | 2000 NH20   | ۶ ژوئیه ۲۰۰۰    |
| ۲۰۳۰۶۵ | 2000 OR21   | ۳۰ ژوئیه ۲۰۰۰   |
| ۲۰۳۰۶۶ | 2000 PD19   | ۱ اوت ۲۰۰۰      |
| ۲۰۳۰۶۷ | 2000 PE22   | ۱ اوت ۲۰۰۰      |
| ۲۰۳۰۶۸ | 2000 PN32   | ۲ اوت ۲۰۰۰      |
| ۲۰۳۰۶۹ | 2000 QS12   | ۲۴ اوت ۲۰۰۰     |
| ۲۰۳۰۷۰ | 2000 QQ21   | ۲۴ اوت ۲۰۰۰     |
| ۲۰۳۰۷۱ | 2000 QG27   | ۲۴ اوت ۲۰۰۰     |
| ۲۰۳۰۷۲ | 2000 QC39   | ۲۴ اوت ۲۰۰۰     |
| ۲۰۳۰۷۳ | 2000 QM39   | ۲۴ اوت ۲۰۰۰     |
| ۲۰۳۰۷۴ | 2000 QT43   | ۲۴ اوت ۲۰۰۰     |
| ۲۰۳۰۷۵ | 2000 QP46   | ۲۴ اوت ۲۰۰۰     |
| ۲۰۳۰۷۶ | 2000 QU49   | ۲۴ اوت ۲۰۰۰     |
| ۲۰۳۰۷۷ | 2000 QH57   | ۲۶ اوت ۲۰۰۰     |
| ۲۰۳۰۷۸ | 2000 QR59   | ۲۶ اوت ۲۰۰۰     |
| ۲۰۳۰۷۹ | 2000 QE82   | ۲۴ اوت ۲۰۰۰     |
| ۲۰۳۰۸۰ | 2000 QF85   | ۲۵ اوت ۲۰۰۰     |
| ۲۰۳۰۸۱ | 2000 QG86   | ۲۵ اوت ۲۰۰۰     |
| ۲۰۳۰۸۲ | 2000 QN86   | ۲۵ اوت ۲۰۰۰     |
| ۲۰۳۰۸۳ | 2000 QT95   | ۲۶ اوت ۲۰۰۰     |
| ۲۰۳۰۸۴ | 2000 QN97   | ۲۸ اوت ۲۰۰۰     |
| ۲۰۳۰۸۵ | 2000 QT100  | ۲۸ اوت ۲۰۰۰     |
| ۲۰۳۰۸۶ | 2000 QX103  | ۲۸ اوت ۲۰۰۰     |
| ۲۰۳۰۸۷ | 2000 QD123  | ۲۵ اوت ۲۰۰۰     |
| ۲۰۳۰۸۸ | 2000 QD166  | ۳۱ اوت ۲۰۰۰     |
| ۲۰۳۰۸۹ | 2000 QC203  | ۲۹ اوت ۲۰۰۰     |
| ۲۰۳۰۹۰ | 2000 QU214  | ۳۱ اوت ۲۰۰۰     |
| ۲۰۳۰۹۱ | 2000 QV215  | ۳۱ اوت ۲۰۰۰     |
| ۲۰۳۰۹۲ | 2000 QY221  | ۲۱ اوت ۲۰۰۰     |
| ۲۰۳۰۹۳ | 2000 RS6    | ۱ سپتامبر ۲۰۰۰  |
| ۲۰۳۰۹۴ | 2000 RU16   | ۱ سپتامبر ۲۰۰۰  |
| ۲۰۳۰۹۵ | 2000 RO37   | ۳ سپتامبر ۲۰۰۰  |
| ۲۰۳۰۹۶ | 2000 RQ43   | ۳ سپتامبر ۲۰۰۰  |
| ۲۰۳۰۹۷ | 2000 RL67   | ۱ سپتامبر ۲۰۰۰  |
| ۲۰۳۰۹۸ | 2000 RY84   | ۲ سپتامبر ۲۰۰۰  |
| ۲۰۳۰۹۹ | 2000 RF93   | ۳ سپتامبر ۲۰۰۰  |
| ۲۰۳۱۰۰ | 2000 RP93   | ۴ سپتامبر ۲۰۰۰  |
| ۲۰۳۱۰۱ | 2000 RN95   | ۴ سپتامبر ۲۰۰۰  |
| ۲۰۳۱۰۲ | 2000 RD102  | ۵ سپتامبر ۲۰۰۰  |
| ۲۰۳۱۰۳ | 2000 SS15   | ۲۳ سپتامبر ۲۰۰۰ |
| ۲۰۳۱۰۴ | 2000 SJ24   | ۲۵ سپتامبر ۲۰۰۰ |
| ۲۰۳۱۰۵ | 2000 SK31   | ۲۴ سپتامبر ۲۰۰۰ |
| ۲۰۳۱۰۶ | 2000 SP35   | ۲۴ سپتامبر ۲۰۰۰ |
| ۲۰۳۱۰۷ | 2000 ST38   | ۲۴ سپتامبر ۲۰۰۰ |
| ۲۰۳۱۰۸ | 2000 SD115  | ۲۴ سپتامبر ۲۰۰۰ |
| ۲۰۳۱۰۹ | 2000 SX115  | ۲۴ سپتامبر ۲۰۰۰ |
| ۲۰۳۱۱۰ | 2000 SE141  | ۲۳ سپتامبر ۲۰۰۰ |
| ۲۰۳۱۱۱ | 2000 SR143  | ۲۴ سپتامبر ۲۰۰۰ |
| ۲۰۳۱۱۲ | 2000 SN166  | ۲۳ سپتامبر ۲۰۰۰ |
| ۲۰۳۱۱۳ | 2000 SF181  | ۱۹ سپتامبر ۲۰۰۰ |
| ۲۰۳۱۱۴ | 2000 SK195  | ۲۴ سپتامبر ۲۰۰۰ |
| ۲۰۳۱۱۵ | 2000 SH196  | ۲۴ سپتامبر ۲۰۰۰ |
| ۲۰۳۱۱۶ | 2000 SP207  | ۲۴ سپتامبر ۲۰۰۰ |
| ۲۰۳۱۱۷ | 2000 SN218  | ۲۶ سپتامبر ۲۰۰۰ |
| ۲۰۳۱۱۸ | 2000 SP221  | ۲۶ سپتامبر ۲۰۰۰ |
| ۲۰۳۱۱۹ | 2000 SJ226  | ۲۷ سپتامبر ۲۰۰۰ |
| ۲۰۳۱۲۰ | 2000 SK226  | ۲۷ سپتامبر ۲۰۰۰ |
| ۲۰۳۱۲۱ | 2000 SV228  | ۲۸ سپتامبر ۲۰۰۰ |
| ۲۰۳۱۲۲ | 2000 SY229  | ۲۸ سپتامبر ۲۰۰۰ |
| ۲۰۳۱۲۳ | 2000 SH231  | ۳۰ سپتامبر ۲۰۰۰ |
| ۲۰۳۱۲۴ | 2000 SV233  | ۲۱ سپتامبر ۲۰۰۰ |
| ۲۰۳۱۲۵ | 2000 SN237  | ۲۵ سپتامبر ۲۰۰۰ |
| ۲۰۳۱۲۶ | 2000 SV243  | ۲۴ سپتامبر ۲۰۰۰ |
| ۲۰۳۱۲۷ | 2000 SZ246  | ۲۴ سپتامبر ۲۰۰۰ |
| ۲۰۳۱۲۸ | 2000 SE249  | ۲۴ سپتامبر ۲۰۰۰ |
| ۲۰۳۱۲۹ | 2000 SA252  | ۲۴ سپتامبر ۲۰۰۰ |
| ۲۰۳۱۳۰ | 2000 SO258  | ۲۴ سپتامبر ۲۰۰۰ |
| ۲۰۳۱۳۱ | 2000 SJ277  | ۳۰ سپتامبر ۲۰۰۰ |
| ۲۰۳۱۳۲ | 2000 SG352  | ۳۰ سپتامبر ۲۰۰۰ |
| ۲۰۳۱۳۳ | 2000 SO369  | ۲۵ سپتامبر ۲۰۰۰ |
| ۲۰۳۱۳۴ | 2000 TK2    | ۲ اکتبر ۲۰۰۰    |
| ۲۰۳۱۳۵ | 2000 TM6    | ۱ اکتبر ۲۰۰۰    |
| ۲۰۳۱۳۶ | 2000 TT13   | ۱ اکتبر ۲۰۰۰    |
| ۲۰۳۱۳۷ | 2000 TY28   | ۱ اکتبر ۲۰۰۰    |
| ۲۰۳۱۳۸ | 2000 TH58   | ۲ اکتبر ۲۰۰۰    |
| ۲۰۳۱۳۹ | 2000 UP20   | ۲۴ اکتبر ۲۰۰۰   |
| ۲۰۳۱۴۰ | 2000 UT21   | ۲۴ اکتبر ۲۰۰۰   |
| ۲۰۳۱۴۱ | 2000 UV41   | ۲۴ اکتبر ۲۰۰۰   |
| ۲۰۳۱۴۲ | 2000 UV57   | ۲۵ اکتبر ۲۰۰۰   |
| ۲۰۳۱۴۳ | 2000 UW57   | ۲۵ اکتبر ۲۰۰۰   |
| ۲۰۳۱۴۴ | 2000 UO61   | ۲۵ اکتبر ۲۰۰۰   |
| ۲۰۳۱۴۵ | 2000 UZ84   | ۳۱ اکتبر ۲۰۰۰   |
| ۲۰۳۱۴۶ | 2000 VE4    | ۱ نوامبر ۲۰۰۰   |
| ۲۰۳۱۴۷ | 2000 VP4    | ۱ نوامبر ۲۰۰۰   |
| ۲۰۳۱۴۸ | 2000 VY38   | ۳ نوامبر ۲۰۰۰   |
| ۲۰۳۱۴۹ | 2000 VP48   | ۲ نوامبر ۲۰۰۰   |
| ۲۰۳۱۵۰ | 2000 WA10   | ۲۲ نوامبر ۲۰۰۰  |
| ۲۰۳۱۵۱ | 2000 WV10   | ۲۲ نوامبر ۲۰۰۰  |
| ۲۰۳۱۵۲ | 2000 WH15   | ۲۰ نوامبر ۲۰۰۰  |
| ۲۰۳۱۵۳ | 2000 WL18   | ۲۱ نوامبر ۲۰۰۰  |
| ۲۰۳۱۵۴ | 2000 WT31   | ۲۰ نوامبر ۲۰۰۰  |
| ۲۰۳۱۵۵ | 2000 WU101  | ۲۶ نوامبر ۲۰۰۰  |
| ۲۰۳۱۵۶ | 2000 WK138  | ۲۱ نوامبر ۲۰۰۰  |
| ۲۰۳۱۵۷ | 2000 WC140  | ۲۱ نوامبر ۲۰۰۰  |
| ۲۰۳۱۵۸ | 2000 WF142  | ۲۰ نوامبر ۲۰۰۰  |
| ۲۰۳۱۵۹ | 2000 WQ144  | ۲۱ نوامبر ۲۰۰۰  |
| ۲۰۳۱۶۰ | 2000 WB159  | ۲۸ نوامبر ۲۰۰۰  |
| ۲۰۳۱۶۱ | 2000 WO167  | ۲۴ نوامبر ۲۰۰۰  |
| ۲۰۳۱۶۲ | 2000 WA180  | ۲۷ نوامبر ۲۰۰۰  |
| ۲۰۳۱۶۳ | 2000 XU5    | ۱ دسامبر ۲۰۰۰   |
| ۲۰۳۱۶۴ | 2000 XY15   | ۱ دسامبر ۲۰۰۰   |
| ۲۰۳۱۶۵ | 2000 XP22   | ۴ دسامبر ۲۰۰۰   |
| ۲۰۳۱۶۶ | 2000 XB39   | ۵ دسامبر ۲۰۰۰   |
| ۲۰۳۱۶۷ | 2000 XT44   | ۷ دسامبر ۲۰۰۰   |
| ۲۰۳۱۶۸ | 2000 XL45   | ۷ دسامبر ۲۰۰۰   |
| ۲۰۳۱۶۹ | 2000 YF26   | ۲۳ دسامبر ۲۰۰۰  |
| ۲۰۳۱۷۰ | 2000 YH42   | ۳۰ دسامبر ۲۰۰۰  |
| ۲۰۳۱۷۱ | 2000 YU48   | ۳۰ دسامبر ۲۰۰۰  |
| ۲۰۳۱۷۲ | 2000 YY94   | ۳۰ دسامبر ۲۰۰۰  |
| ۲۰۳۱۷۳ | 2000 YL98   | ۳۰ دسامبر ۲۰۰۰  |
| ۲۰۳۱۷۴ | 2000 YK107  | ۳۰ دسامبر ۲۰۰۰  |
| ۲۰۳۱۷۵ | 2000 YH110  | ۳۰ دسامبر ۲۰۰۰  |
| ۲۰۳۱۷۶ | 2000 YB134  | ۳۱ دسامبر ۲۰۰۰  |
| ۲۰۳۱۷۷ | 2001 AM9    | ۲ ژانویه ۲۰۰۱   |
| ۲۰۳۱۷۸ | 2001 AH36   | ۵ ژانویه ۲۰۰۱   |
| ۲۰۳۱۷۹ | 2001 BK10   | ۱۸ ژانویه ۲۰۰۱  |
| ۲۰۳۱۸۰ | 2001 BU11   | ۱۹ ژانویه ۲۰۰۱  |
| ۲۰۳۱۸۱ | 2001 BJ24   | ۲۰ ژانویه ۲۰۰۱  |
| ۲۰۳۱۸۲ | 2001 BN25   | ۲۰ ژانویه ۲۰۰۱  |
| ۲۰۳۱۸۳ | 2001 BS25   | ۲۰ ژانویه ۲۰۰۱  |
| ۲۰۳۱۸۴ | 2001 BZ56   | ۱۹ ژانویه ۲۰۰۱  |
| ۲۰۳۱۸۵ | 2001 BD66   | ۲۶ ژانویه ۲۰۰۱  |
| ۲۰۳۱۸۶ | 2001 BA70   | ۳۱ ژانویه ۲۰۰۱  |
| ۲۰۳۱۸۶ | 2001 CK     | ۱ فوریه ۲۰۰۱    |
| ۲۰۳۱۸۸ | 2001 CQ5    | ۱ فوریه ۲۰۰۱    |
| ۲۰۳۱۸۹ | 2001 CF6    | ۱ فوریه ۲۰۰۱    |
| ۲۰۳۱۹۰ | 2001 CT12   | ۱ فوریه ۲۰۰۱    |
| ۲۰۳۱۹۱ | 2001 CV15   | ۱ فوریه ۲۰۰۱    |
| ۲۰۳۱۹۲ | 2001 CE30   | ۲ فوریه ۲۰۰۱    |
| ۲۰۳۱۹۳ | 2001 CC35   | ۱۳ فوریه ۲۰۰۱   |
| ۲۰۳۱۹۴ | 2001 CT37   | ۱۵ فوریه ۲۰۰۱   |
| ۲۰۳۱۹۵ | 2001 CH42   | ۱۴ فوریه ۲۰۰۱   |
| ۲۰۳۱۹۶ | 2001 CJ42   | ۱۵ فوریه ۲۰۰۱   |
| ۲۰۳۱۹۷ | 2001 DG1    | ۱۶ فوریه ۲۰۰۱   |
| ۲۰۳۱۹۸ | 2001 DV1    | ۱۶ فوریه ۲۰۰۱   |
| ۲۰۳۱۹۹ | 2001 DT7    | ۱۶ فوریه ۲۰۰۱   |
| ۲۰۳۲۰۰ | 2001 DP17   | ۱۶ فوریه ۲۰۰۱   |
| ۲۰۳۲۰۱ | 2001 DQ32   | ۱۷ فوریه ۲۰۰۱   |
| ۲۰۳۲۰۲ | 2001 DW38   | ۱۹ فوریه ۲۰۰۱   |
| ۲۰۳۲۰۳ | 2001 DJ40   | ۱۹ فوریه ۲۰۰۱   |
| ۲۰۳۲۰۴ | 2001 DZ49   | ۱۶ فوریه ۲۰۰۱   |
| ۲۰۳۲۰۵ | 2001 DE60   | ۱۹ فوریه ۲۰۰۱   |
| ۲۰۳۲۰۶ | 2001 DD65   | ۱۹ فوریه ۲۰۰۱   |
| ۲۰۳۲۰۷ | 2001 DE70   | ۱۹ فوریه ۲۰۰۱   |
| ۲۰۳۲۰۸ | 2001 DE75   | ۲۰ فوریه ۲۰۰۱   |
| ۲۰۳۲۰۹ | 2001 DG100  | ۱۷ فوریه ۲۰۰۱   |
| ۲۰۳۲۱۰ | 2001 DR100  | ۱۶ فوریه ۲۰۰۱   |
| ۲۰۳۲۱۱ | 2001 DP110  | ۲۱ فوریه ۲۰۰۱   |
| ۲۰۳۲۱۲ | 2001 ET9    | ۲ مارس ۲۰۰۱     |
| ۲۰۳۲۱۳ | 2001 EP11   | ۲ مارس ۲۰۰۱     |
| ۲۰۳۲۱۴ | 2001 EV12   | ۱۳ مارس ۲۰۰۱    |
| ۲۰۳۲۱۵ | 2001 EU24   | ۱۵ مارس ۲۰۰۱    |
| ۲۰۳۲۱۶ | 2001 FY7    | ۱۶ مارس ۲۰۰۱    |
| ۲۰۳۲۱۷ | 2001 FX9    | ۲۱ مارس ۲۰۰۱    |
| ۲۰۳۲۱۸ | 2001 FM60   | ۱۹ مارس ۲۰۰۱    |
| ۲۰۳۲۱۹ | 2001 FE61   | ۱۹ مارس ۲۰۰۱    |
| ۲۰۳۲۲۰ | 2001 FU66   | ۱۹ مارس ۲۰۰۱    |
| ۲۰۳۲۲۱ | 2001 FJ73   | ۱۹ مارس ۲۰۰۱    |
| ۲۰۳۲۲۲ | 2001 FH81   | ۲۳ مارس ۲۰۰۱    |
| ۲۰۳۲۲۳ | 2001 FC82   | ۲۳ مارس ۲۰۰۱    |
| ۲۰۳۲۲۴ | 2001 FU91   | ۱۶ مارس ۲۰۰۱    |
| ۲۰۳۲۲۵ | 2001 FC97   | ۱۶ مارس ۲۰۰۱    |
| ۲۰۳۲۲۶ | 2001 FQ99   | ۱۶ مارس ۲۰۰۱    |
| ۲۰۳۲۲۷ | 2001 FW122  | ۲۳ مارس ۲۰۰۱    |
| ۲۰۳۲۲۸ | 2001 FK132  | ۲۰ مارس ۲۰۰۱    |
| ۲۰۳۲۲۹ | 2001 FU151  | ۲۴ مارس ۲۰۰۱    |
| ۲۰۳۲۳۰ | 2001 FL167  | ۱۹ مارس ۲۰۰۱    |
| ۲۰۳۲۳۱ | 2001 FT172  | ۲۵ مارس ۲۰۰۱    |
| ۲۰۳۲۳۲ | 2001 GM11   | ۱۵ آوریل ۲۰۰۱   |
| ۲۰۳۲۳۳ | 2001 HB9    | ۱۶ آوریل ۲۰۰۱   |
| ۲۰۳۲۳۴ | 2001 HP18   | ۲۲ آوریل ۲۰۰۱   |
| ۲۰۳۲۳۵ | 2001 HV53   | ۲۴ آوریل ۲۰۰۱   |
| ۲۰۳۲۳۶ | 2001 HH60   | ۲۴ آوریل ۲۰۰۱   |
| ۲۰۳۲۳۷ | 2001 JC10   | ۱۵ مه ۲۰۰۱      |
| ۲۰۳۲۳۸ | 2001 KR40   | ۲۳ مه ۲۰۰۱      |
| ۲۰۳۲۳۹ | 2001 MZ11   | ۲۱ ژوئن ۲۰۰۱    |
| ۲۰۳۲۴۰ | 2001 NV15   | ۱۴ ژوئیه ۲۰۰۱   |
| ۲۰۳۲۴۱ | 2001 OQ17   | ۱۷ ژوئیه ۲۰۰۱   |
| ۲۰۳۲۴۲ | 2001 OA36   | ۲۴ ژوئیه ۲۰۰۱   |
| ۲۰۳۲۴۳ | 2001 OP64   | ۲۷ ژوئیه ۲۰۰۱   |
| ۲۰۳۲۴۴ | 2001 ON100  | ۲۷ ژوئیه ۲۰۰۱   |
| ۲۰۳۲۴۵ | 2001 OU106  | ۲۹ ژوئیه ۲۰۰۱   |
| ۲۰۳۲۴۶ | 2001 OT110  | ۲۷ ژوئیه ۲۰۰۱   |
| ۲۰۳۲۴۷ | 2001 QK6    | ۱۶ اوت ۲۰۰۱     |
| ۲۰۳۲۴۸ | 2001 QP15   | ۱۶ اوت ۲۰۰۱     |
| ۲۰۳۲۴۹ | 2001 QU34   | ۱۶ اوت ۲۰۰۱     |
| ۲۰۳۲۵۰ | 2001 QF89   | ۲۲ اوت ۲۰۰۱     |
| ۲۰۳۲۵۱ | 2001 QN96   | ۱۶ اوت ۲۰۰۱     |
| ۲۰۳۲۵۲ | 2001 QQ99   | ۱۶ اوت ۲۰۰۱     |
| ۲۰۳۲۵۳ | 2001 QU116  | ۱۷ اوت ۲۰۰۱     |
| ۲۰۳۲۵۴ | 2001 QG129  | ۲۰ اوت ۲۰۰۱     |
| ۲۰۳۲۵۵ | 2001 QD136  | ۲۲ اوت ۲۰۰۱     |
| ۲۰۳۲۵۶ | 2001 QW149  | ۲۵ اوت ۲۰۰۱     |
| ۲۰۳۲۵۷ | 2001 QC153  | ۲۷ اوت ۲۰۰۱     |
| ۲۰۳۲۵۸ | 2001 QG163  | ۲۳ اوت ۲۰۰۱     |
| ۲۰۳۲۵۹ | 2001 QE165  | ۲۴ اوت ۲۰۰۱     |
| ۲۰۳۲۶۰ | 2001 QW186  | ۲۱ اوت ۲۰۰۱     |
| ۲۰۳۲۶۱ | 2001 QA187  | ۲۱ اوت ۲۰۰۱     |
| ۲۰۳۲۶۲ | 2001 QD240  | ۲۴ اوت ۲۰۰۱     |
| ۲۰۳۲۶۳ | 2001 QS246  | ۲۴ اوت ۲۰۰۱     |
| ۲۰۳۲۶۴ | 2001 QQ249  | ۲۴ اوت ۲۰۰۱     |
| ۲۰۳۲۶۵ | 2001 QB258  | ۲۵ اوت ۲۰۰۱     |
| ۲۰۳۲۶۶ | 2001 QF268  | ۲۰ اوت ۲۰۰۱     |
| ۲۰۳۲۶۷ | 2001 QJ275  | ۱۹ اوت ۲۰۰۱     |
| ۲۰۳۲۶۸ | 2001 QW278  | ۱۹ اوت ۲۰۰۱     |
| ۲۰۳۲۶۹ | 2001 QP280  | ۱۹ اوت ۲۰۰۱     |
| ۲۰۳۲۷۰ | 2001 QX284  | ۲۳ اوت ۲۰۰۱     |
| ۲۰۳۲۷۱ | 2001 RU5    | ۹ سپتامبر ۲۰۰۱  |
| ۲۰۳۲۷۲ | 2001 RL6    | ۱۰ سپتامبر ۲۰۰۱ |
| ۲۰۳۲۷۳ | 2001 RL15   | ۱۰ سپتامبر ۲۰۰۱ |
| ۲۰۳۲۷۴ | 2001 RN22   | ۷ سپتامبر ۲۰۰۱  |
| ۲۰۳۲۷۵ | 2001 RK35   | ۸ سپتامبر ۲۰۰۱  |
| ۲۰۳۲۷۶ | 2001 RM48   | ۱۰ سپتامبر ۲۰۰۱ |
| ۲۰۳۲۷۷ | 2001 RQ55   | ۱۲ سپتامبر ۲۰۰۱ |
| ۲۰۳۲۷۸ | 2001 RH70   | ۱۰ سپتامبر ۲۰۰۱ |
| ۲۰۳۲۷۹ | 2001 RF74   | ۱۰ سپتامبر ۲۰۰۱ |
| ۲۰۳۲۸۰ | 2001 RO94   | ۱۱ سپتامبر ۲۰۰۱ |
| ۲۰۳۲۸۱ | 2001 RQ116  | ۱۲ سپتامبر ۲۰۰۱ |
| ۲۰۳۲۸۲ | 2001 RG117  | ۱۲ سپتامبر ۲۰۰۱ |
| ۲۰۳۲۸۳ | 2001 RL145  | ۸ سپتامبر ۲۰۰۱  |
| ۲۰۳۲۸۴ | 2001 RY146  | ۹ سپتامبر ۲۰۰۱  |
| ۲۰۳۲۸۵ | 2001 RU152  | ۱۱ سپتامبر ۲۰۰۱ |
| ۲۰۳۲۸۶ | 2001 SH2    | ۱۷ سپتامبر ۲۰۰۱ |
| ۲۰۳۲۸۷ | 2001 SY28   | ۱۶ سپتامبر ۲۰۰۱ |
| ۲۰۳۲۸۸ | 2001 SX42   | ۱۶ سپتامبر ۲۰۰۱ |
| ۲۰۳۲۸۹ | 2001 SN47   | ۱۶ سپتامبر ۲۰۰۱ |
| ۲۰۳۲۹۰ | 2001 SJ66   | ۱۷ سپتامبر ۲۰۰۱ |
| ۲۰۳۲۹۱ | 2001 SJ72   | ۱۷ سپتامبر ۲۰۰۱ |
| ۲۰۳۲۹۲ | 2001 SR75   | ۱۹ سپتامبر ۲۰۰۱ |
| ۲۰۳۲۹۳ | 2001 SU76   | ۱۶ سپتامبر ۲۰۰۱ |
| ۲۰۳۲۹۴ | 2001 SM91   | ۲۰ سپتامبر ۲۰۰۱ |
| ۲۰۳۲۹۵ | 2001 SM97   | ۲۰ سپتامبر ۲۰۰۱ |
| ۲۰۳۲۹۶ | 2001 SO127  | ۱۶ سپتامبر ۲۰۰۱ |
| ۲۰۳۲۹۷ | 2001 SY141  | ۱۶ سپتامبر ۲۰۰۱ |
| ۲۰۳۲۹۸ | 2001 SK152  | ۱۷ سپتامبر ۲۰۰۱ |
| ۲۰۳۲۹۹ | 2001 SS152  | ۱۷ سپتامبر ۲۰۰۱ |
| ۲۰۳۳۰۰ | 2001 SR186  | ۱۹ سپتامبر ۲۰۰۱ |
| ۲۰۳۳۰۱ | 2001 SZ235  | ۱۹ سپتامبر ۲۰۰۱ |
| ۲۰۳۳۰۲ | 2001 SA239  | ۱۹ سپتامبر ۲۰۰۱ |
| ۲۰۳۳۰۳ | 2001 SC241  | ۱۹ سپتامبر ۲۰۰۱ |
| ۲۰۳۳۰۴ | 2001 SF265  | ۲۵ سپتامبر ۲۰۰۱ |
| ۲۰۳۳۰۵ | 2001 SO273  | ۱۸ سپتامبر ۲۰۰۱ |
| ۲۰۳۳۰۶ | 2001 ST291  | ۱۷ سپتامبر ۲۰۰۱ |
| ۲۰۳۳۰۷ | 2001 SP319  | ۲۱ سپتامبر ۲۰۰۱ |
| ۲۰۳۳۰۸ | 2001 SY321  | ۲۵ سپتامبر ۲۰۰۱ |
| ۲۰۳۳۰۹ | 2001 SO325  | ۱۷ سپتامبر ۲۰۰۱ |
| ۲۰۳۳۱۰ | 2001 TW24   | ۱۴ اکتبر ۲۰۰۱   |
| ۲۰۳۳۱۱ | 2001 TZ30   | ۱۴ اکتبر ۲۰۰۱   |
| ۲۰۳۳۱۲ | 2001 TW34   | ۱۴ اکتبر ۲۰۰۱   |
| ۲۰۳۳۱۳ | 2001 TM51   | ۱۳ اکتبر ۲۰۰۱   |
| ۲۰۳۳۱۴ | 2001 TN58   | ۱۳ اکتبر ۲۰۰۱   |
| ۲۰۳۳۱۵ | 2001 TQ60   | ۱۳ اکتبر ۲۰۰۱   |
| ۲۰۳۳۱۶ | 2001 TB63   | ۱۳ اکتبر ۲۰۰۱   |
| ۲۰۳۳۱۷ | 2001 TM65   | ۱۳ اکتبر ۲۰۰۱   |
| ۲۰۳۳۱۸ | 2001 TN66   | ۱۳ اکتبر ۲۰۰۱   |
| ۲۰۳۳۱۹ | 2001 TH68   | ۱۳ اکتبر ۲۰۰۱   |
| ۲۰۳۳۲۰ | 2001 TJ93   | ۱۴ اکتبر ۲۰۰۱   |
| ۲۰۳۳۲۱ | 2001 TU109  | ۱۴ اکتبر ۲۰۰۱   |
| ۲۰۳۳۲۲ | 2001 TL110  | ۱۴ اکتبر ۲۰۰۱   |
| ۲۰۳۳۲۳ | 2001 TM111  | ۱۴ اکتبر ۲۰۰۱   |
| ۲۰۳۳۲۴ | 2001 TM113  | ۱۴ اکتبر ۲۰۰۱   |
| ۲۰۳۳۲۵ | 2001 TC148  | ۱۰ اکتبر ۲۰۰۱   |
| ۲۰۳۳۲۶ | 2001 TQ151  | ۱۰ اکتبر ۲۰۰۱   |
| ۲۰۳۳۲۷ | 2001 TU173  | ۱۴ اکتبر ۲۰۰۱   |
| ۲۰۳۳۲۸ | 2001 TS175  | ۱۴ اکتبر ۲۰۰۱   |
| ۲۰۳۳۲۹ | 2001 TH190  | ۱۴ اکتبر ۲۰۰۱   |
| ۲۰۳۳۳۰ | 2001 TH193  | ۱۴ اکتبر ۲۰۰۱   |
| ۲۰۳۳۳۱ | 2001 TV198  | ۱۱ اکتبر ۲۰۰۱   |
| ۲۰۳۳۳۲ | 2001 TK208  | ۱۱ اکتبر ۲۰۰۱   |
| ۲۰۳۳۳۳ | 2001 TU212  | ۱۳ اکتبر ۲۰۰۱   |
| ۲۰۳۳۳۴ | 2001 TC226  | ۱۴ اکتبر ۲۰۰۱   |
| ۲۰۳۳۳۵ | 2001 TW228  | ۱۵ اکتبر ۲۰۰۱   |
| ۲۰۳۳۳۶ | 2001 UG6    | ۲۱ اکتبر ۲۰۰۱   |
| ۲۰۳۳۳۷ | 2001 UT15   | ۲۵ اکتبر ۲۰۰۱   |
| ۲۰۳۳۳۸ | 2001 UB41   | ۱۷ اکتبر ۲۰۰۱   |
| ۲۰۳۳۳۹ | 2001 UT60   | ۱۷ اکتبر ۲۰۰۱   |
| ۲۰۳۳۴۰ | 2001 UU66   | ۱۹ اکتبر ۲۰۰۱   |
| ۲۰۳۳۴۱ | 2001 UV75   | ۱۷ اکتبر ۲۰۰۱   |
| ۲۰۳۳۴۲ | 2001 UJ81   | ۲۰ اکتبر ۲۰۰۱   |
| ۲۰۳۳۴۳ | 2001 UG83   | ۲۰ اکتبر ۲۰۰۱   |
| ۲۰۳۳۴۴ | 2001 UL103  | ۲۰ اکتبر ۲۰۰۱   |
| ۲۰۳۳۴۵ | 2001 UP104  | ۲۰ اکتبر ۲۰۰۱   |
| ۲۰۳۳۴۶ | 2001 UB136  | ۲۲ اکتبر ۲۰۰۱   |
| ۲۰۳۳۴۷ | 2001 UV148  | ۲۳ اکتبر ۲۰۰۱   |
| ۲۰۳۳۴۸ | 2001 UG155  | ۲۳ اکتبر ۲۰۰۱   |
| ۲۰۳۳۴۹ | 2001 UO200  | ۱۹ اکتبر ۲۰۰۱   |
| ۲۰۳۳۵۰ | 2001 UX204  | ۱۹ اکتبر ۲۰۰۱   |
| ۲۰۳۳۵۱ | 2001 VW29   | ۹ نوامبر ۲۰۰۱   |
| ۲۰۳۳۵۲ | 2001 VK53   | ۱۰ نوامبر ۲۰۰۱  |
| ۲۰۳۳۵۳ | 2001 VF54   | ۱۰ نوامبر ۲۰۰۱  |
| ۲۰۳۳۵۴ | 2001 VG58   | ۱۰ نوامبر ۲۰۰۱  |
| ۲۰۳۳۵۵ | 2001 VT59   | ۱۰ نوامبر ۲۰۰۱  |
| ۲۰۳۳۵۶ | 2001 VQ63   | ۱۰ نوامبر ۲۰۰۱  |
| ۲۰۳۳۵۷ | 2001 VZ63   | ۱۰ نوامبر ۲۰۰۱  |
| ۲۰۳۳۵۸ | 2001 VS64   | ۱۰ نوامبر ۲۰۰۱  |
| ۲۰۳۳۵۹ | 2001 VL88   | ۱۵ نوامبر ۲۰۰۱  |
| ۲۰۳۳۶۰ | 2001 VA102  | ۱۲ نوامبر ۲۰۰۱  |
| ۲۰۳۳۶۱ | 2001 VT102  | ۱۲ نوامبر ۲۰۰۱  |
| ۲۰۳۳۶۲ | 2001 VB113  | ۱۲ نوامبر ۲۰۰۱  |
| ۲۰۳۳۶۳ | 2001 VD119  | ۱۲ نوامبر ۲۰۰۱  |
| ۲۰۳۳۶۴ | 2001 VQ124  | ۹ نوامبر ۲۰۰۱   |
| ۲۰۳۳۶۵ | 2001 VC125  | ۱۱ نوامبر ۲۰۰۱  |
| ۲۰۳۳۶۶ | 2001 VD125  | ۱۱ نوامبر ۲۰۰۱  |
| ۲۰۳۳۶۷ | 2001 WO5    | ۱۹ نوامبر ۲۰۰۱  |
| ۲۰۳۳۶۸ | 2001 WW5    | ۱۷ نوامبر ۲۰۰۱  |
| ۲۰۳۳۶۹ | 2001 WD10   | ۱۷ نوامبر ۲۰۰۱  |
| ۲۰۳۳۷۰ | 2001 WY35   | ۱۷ نوامبر ۲۰۰۱  |
| ۲۰۳۳۷۱ | 2001 WB45   | ۱۸ نوامبر ۲۰۰۱  |
| ۲۰۳۳۷۲ | 2001 WK78   | ۲۰ نوامبر ۲۰۰۱  |
| ۲۰۳۳۷۳ | 2001 WD101  | ۱۷ نوامبر ۲۰۰۱  |
| ۲۰۳۳۷۴ | 2001 XK7    | ۷ دسامبر ۲۰۰۱   |
| ۲۰۳۳۷۵ | 2001 XR18   | ۹ دسامبر ۲۰۰۱   |
| ۲۰۳۳۷۶ | 2001 XC20   | ۹ دسامبر ۲۰۰۱   |
| ۲۰۳۳۷۷ | 2001 XL38   | ۹ دسامبر ۲۰۰۱   |
| ۲۰۳۳۷۸ | 2001 XX43   | ۹ دسامبر ۲۰۰۱   |
| ۲۰۳۳۷۹ | 2001 XD61   | ۱۰ دسامبر ۲۰۰۱  |
| ۲۰۳۳۸۰ | 2001 XP61   | ۱۰ دسامبر ۲۰۰۱  |
| ۲۰۳۳۸۱ | 2001 XA70   | ۱۱ دسامبر ۲۰۰۱  |
| ۲۰۳۳۸۲ | 2001 XR84   | ۱۱ دسامبر ۲۰۰۱  |
| ۲۰۳۳۸۳ | 2001 XN92   | ۱۰ دسامبر ۲۰۰۱  |
| ۲۰۳۳۸۴ | 2001 XA93   | ۱۰ دسامبر ۲۰۰۱  |
| ۲۰۳۳۸۵ | 2001 XH93   | ۱۰ دسامبر ۲۰۰۱  |
| ۲۰۳۳۸۶ | 2001 XZ96   | ۱۰ دسامبر ۲۰۰۱  |
| ۲۰۳۳۸۷ | 2001 XK103  | ۱۴ دسامبر ۲۰۰۱  |
| ۲۰۳۳۸۸ | 2001 XX104  | ۱۴ دسامبر ۲۰۰۱  |
| ۲۰۳۳۸۹ | 2001 XQ120  | ۱۴ دسامبر ۲۰۰۱  |
| ۲۰۳۳۹۰ | 2001 XQ127  | ۱۴ دسامبر ۲۰۰۱  |
| ۲۰۳۳۹۱ | 2001 XF129  | ۱۴ دسامبر ۲۰۰۱  |
| ۲۰۳۳۹۲ | 2001 XL134  | ۱۴ دسامبر ۲۰۰۱  |
| ۲۰۳۳۹۳ | 2001 XB139  | ۱۴ دسامبر ۲۰۰۱  |
| ۲۰۳۳۹۴ | 2001 XT141  | ۱۴ دسامبر ۲۰۰۱  |
| ۲۰۳۳۹۵ | 2001 XW142  | ۱۴ دسامبر ۲۰۰۱  |
| ۲۰۳۳۹۶ | 2001 XO148  | ۱۴ دسامبر ۲۰۰۱  |
| ۲۰۳۳۹۷ | 2001 XZ151  | ۱۴ دسامبر ۲۰۰۱  |
| ۲۰۳۳۹۸ | 2001 XE154  | ۱۴ دسامبر ۲۰۰۱  |
| ۲۰۳۳۹۹ | 2001 XP155  | ۱۴ دسامبر ۲۰۰۱  |
| ۲۰۳۴۰۰ | 2001 XR163  | ۱۴ دسامبر ۲۰۰۱  |
| ۲۰۳۴۰۱ | 2001 XZ166  | ۱۴ دسامبر ۲۰۰۱  |
| ۲۰۳۴۰۲ | 2001 XE167  | ۱۴ دسامبر ۲۰۰۱  |
| ۲۰۳۴۰۳ | 2001 XZ168  | ۱۴ دسامبر ۲۰۰۱  |
| ۲۰۳۴۰۴ | 2001 XM171  | ۱۴ دسامبر ۲۰۰۱  |
| ۲۰۳۴۰۵ | 2001 XY172  | ۱۴ دسامبر ۲۰۰۱  |
| ۲۰۳۴۰۶ | 2001 XW177  | ۱۴ دسامبر ۲۰۰۱  |
| ۲۰۳۴۰۷ | 2001 XX178  | ۱۴ دسامبر ۲۰۰۱  |
| ۲۰۳۴۰۸ | 2001 XR179  | ۱۴ دسامبر ۲۰۰۱  |
| ۲۰۳۴۰۹ | 2001 XX182  | ۱۴ دسامبر ۲۰۰۱  |
| ۲۰۳۴۱۰ | 2001 XW185  | ۱۴ دسامبر ۲۰۰۱  |
| ۲۰۳۴۱۱ | 2001 XN188  | ۱۴ دسامبر ۲۰۰۱  |
| ۲۰۳۴۱۲ | 2001 XO188  | ۱۴ دسامبر ۲۰۰۱  |
| ۲۰۳۴۱۳ | 2001 XD191  | ۱۴ دسامبر ۲۰۰۱  |
| ۲۰۳۴۱۴ | 2001 XJ192  | ۱۴ دسامبر ۲۰۰۱  |
| ۲۰۳۴۱۵ | 2001 XR192  | ۱۴ دسامبر ۲۰۰۱  |
| ۲۰۳۴۱۶ | 2001 XJ193  | ۱۴ دسامبر ۲۰۰۱  |
| ۲۰۳۴۱۷ | 2001 XK194  | ۱۴ دسامبر ۲۰۰۱  |
| ۲۰۳۴۱۸ | 2001 XM203  | ۱۱ دسامبر ۲۰۰۱  |
| ۲۰۳۴۱۹ | 2001 XR204  | ۱۱ دسامبر ۲۰۰۱  |
| ۲۰۳۴۲۰ | 2001 XC209  | ۱۱ دسامبر ۲۰۰۱  |
| ۲۰۳۴۲۱ | 2001 XJ211  | ۱۱ دسامبر ۲۰۰۱  |
| ۲۰۳۴۲۲ | 2001 XG225  | ۱۵ دسامبر ۲۰۰۱  |
| ۲۰۳۴۲۳ | 2001 XU232  | ۱۵ دسامبر ۲۰۰۱  |
| ۲۰۳۴۲۴ | 2001 XG239  | ۱۵ دسامبر ۲۰۰۱  |
| ۲۰۳۴۲۵ | 2001 XZ242  | ۱۴ دسامبر ۲۰۰۱  |
| ۲۰۳۴۲۶ | 2001 XZ249  | ۱۴ دسامبر ۲۰۰۱  |
| ۲۰۳۴۲۷ | 2001 XT252  | ۱۴ دسامبر ۲۰۰۱  |
| ۲۰۳۴۲۸ | 2001 XP263  | ۱۴ دسامبر ۲۰۰۱  |
| ۲۰۳۴۲۹ | 2001 XB264  | ۱۴ دسامبر ۲۰۰۱  |
| ۲۰۳۴۳۰ | 2001 YB2    | ۱۸ دسامبر ۲۰۰۱  |
| ۲۰۳۴۳۱ | 2001 YW2    | ۱۷ دسامبر ۲۰۰۱  |
| ۲۰۳۴۳۲ | 2001 YG3    | ۲۰ دسامبر ۲۰۰۱  |
| ۲۰۳۴۳۳ | 2001 YE6    | ۱۷ دسامبر ۲۰۰۱  |
| ۲۰۳۴۳۴ | 2001 YH6    | ۱۷ دسامبر ۲۰۰۱  |
| ۲۰۳۴۳۵ | 2001 YT6    | ۱۷ دسامبر ۲۰۰۱  |
| ۲۰۳۴۳۶ | 2001 YY43   | ۱۸ دسامبر ۲۰۰۱  |
| ۲۰۳۴۳۷ | 2001 YF44   | ۱۸ دسامبر ۲۰۰۱  |
| ۲۰۳۴۳۸ | 2001 YP68   | ۱۸ دسامبر ۲۰۰۱  |
| ۲۰۳۴۳۹ | 2001 YJ69   | ۱۸ دسامبر ۲۰۰۱  |
| ۲۰۳۴۴۰ | 2001 YZ79   | ۱۸ دسامبر ۲۰۰۱  |
| ۲۰۳۴۴۱ | 2001 YD81   | ۱۸ دسامبر ۲۰۰۱  |
| ۲۰۳۴۴۲ | 2001 YY81   | ۱۸ دسامبر ۲۰۰۱  |
| ۲۰۳۴۴۳ | 2001 YT83   | ۱۸ دسامبر ۲۰۰۱  |
| ۲۰۳۴۴۴ | 2001 YK84   | ۱۸ دسامبر ۲۰۰۱  |
| ۲۰۳۴۴۵ | 2001 YX85   | ۱۸ دسامبر ۲۰۰۱  |
| ۲۰۳۴۴۶ | 2001 YZ85   | ۱۸ دسامبر ۲۰۰۱  |
| ۲۰۳۴۴۷ | 2001 YP86   | ۱۸ دسامبر ۲۰۰۱  |
| ۲۰۳۴۴۸ | 2001 YE87   | ۱۸ دسامبر ۲۰۰۱  |
| ۲۰۳۴۴۹ | 2001 YE88   | ۱۸ دسامبر ۲۰۰۱  |
| ۲۰۳۴۵۰ | 2001 YH88   | ۱۸ دسامبر ۲۰۰۱  |
| ۲۰۳۴۵۱ | 2001 YP89   | ۱۸ دسامبر ۲۰۰۱  |
| ۲۰۳۴۵۲ | 2001 YA91   | ۱۷ دسامبر ۲۰۰۱  |
| ۲۰۳۴۵۳ | 2001 YQ95   | ۱۸ دسامبر ۲۰۰۱  |
| ۲۰۳۴۵۴ | 2001 YU95   | ۱۸ دسامبر ۲۰۰۱  |
| ۲۰۳۴۵۵ | 2001 YE96   | ۱۸ دسامبر ۲۰۰۱  |
| ۲۰۳۴۵۶ | 2001 YA97   | ۱۷ دسامبر ۲۰۰۱  |
| ۲۰۳۴۵۷ | 2001 YW104  | ۱۷ دسامبر ۲۰۰۱  |
| ۲۰۳۴۵۸ | 2001 YU105  | ۱۷ دسامبر ۲۰۰۱  |
| ۲۰۳۴۵۹ | 2001 YD109  | ۱۸ دسامبر ۲۰۰۱  |
| ۲۰۳۴۶۰ | 2001 YQ118  | ۱۸ دسامبر ۲۰۰۱  |
| ۲۰۳۴۶۱ | 2001 YJ123  | ۱۷ دسامبر ۲۰۰۱  |
| ۲۰۳۴۶۲ | 2001 YM124  | ۱۷ دسامبر ۲۰۰۱  |
| ۲۰۳۴۶۳ | 2001 YU130  | ۱۷ دسامبر ۲۰۰۱  |
| ۲۰۳۴۶۴ | 2001 YM135  | ۱۹ دسامبر ۲۰۰۱  |
| ۲۰۳۴۶۵ | 2001 YN137  | ۲۲ دسامبر ۲۰۰۱  |
| ۲۰۳۴۶۶ | 2001 YR138  | ۱۸ دسامبر ۲۰۰۱  |
| ۲۰۳۴۶۷ | 2001 YR151  | ۱۹ دسامبر ۲۰۰۱  |
| ۲۰۳۴۶۸ | 2001 YE152  | ۱۹ دسامبر ۲۰۰۱  |
| ۲۰۳۴۶۹ | 2001 YM154  | ۱۹ دسامبر ۲۰۰۱  |
| ۲۰۳۴۶۹ | 2002 AU     | ۶ ژانویه ۲۰۰۲   |
| ۲۰۳۴۷۱ | 2002 AU4    | ۸ ژانویه ۲۰۰۲   |
| ۲۰۳۴۷۲ | 2002 AH17   | ۱۲ ژانویه ۲۰۰۲  |
| ۲۰۳۴۷۳ | 2002 AN21   | ۹ ژانویه ۲۰۰۲   |
| ۲۰۳۴۷۴ | 2002 AK23   | ۵ ژانویه ۲۰۰۲   |
| ۲۰۳۴۷۵ | 2002 AY29   | ۸ ژانویه ۲۰۰۲   |
| ۲۰۳۴۷۶ | 2002 AQ34   | ۱۰ ژانویه ۲۰۰۲  |
| ۲۰۳۴۷۷ | 2002 AS36   | ۹ ژانویه ۲۰۰۲   |
| ۲۰۳۴۷۸ | 2002 AT38   | ۹ ژانویه ۲۰۰۲   |
| ۲۰۳۴۷۹ | 2002 AL41   | ۹ ژانویه ۲۰۰۲   |
| ۲۰۳۴۸۰ | 2002 AP48   | ۹ ژانویه ۲۰۰۲   |
| ۲۰۳۴۸۱ | 2002 AG50   | ۹ ژانویه ۲۰۰۲   |
| ۲۰۳۴۸۲ | 2002 AP51   | ۹ ژانویه ۲۰۰۲   |
| ۲۰۳۴۸۳ | 2002 AK52   | ۹ ژانویه ۲۰۰۲   |
| ۲۰۳۴۸۴ | 2002 AB54   | ۹ ژانویه ۲۰۰۲   |
| ۲۰۳۴۸۵ | 2002 AZ61   | ۱۱ ژانویه ۲۰۰۲  |
| ۲۰۳۴۸۶ | 2002 AR64   | ۱۱ ژانویه ۲۰۰۲  |
| ۲۰۳۴۸۷ | 2002 AH65   | ۱۱ ژانویه ۲۰۰۲  |
| ۲۰۳۴۸۸ | 2002 AL73   | ۸ ژانویه ۲۰۰۲   |
| ۲۰۳۴۸۹ | 2002 AL80   | ۸ ژانویه ۲۰۰۲   |
| ۲۰۳۴۹۰ | 2002 AB87   | ۹ ژانویه ۲۰۰۲   |
| ۲۰۳۴۹۱ | 2002 AM91   | ۱۳ ژانویه ۲۰۰۲  |
| ۲۰۳۴۹۲ | 2002 AC97   | ۸ ژانویه ۲۰۰۲   |
| ۲۰۳۴۹۳ | 2002 AV97   | ۸ ژانویه ۲۰۰۲   |
| ۲۰۳۴۹۴ | 2002 AO98   | ۸ ژانویه ۲۰۰۲   |
| ۲۰۳۴۹۵ | 2002 AW101  | ۸ ژانویه ۲۰۰۲   |
| ۲۰۳۴۹۶ | 2002 AW102  | ۸ ژانویه ۲۰۰۲   |
| ۲۰۳۴۹۷ | 2002 AE107  | ۹ ژانویه ۲۰۰۲   |
| ۲۰۳۴۹۸ | 2002 AV109  | ۹ ژانویه ۲۰۰۲   |
| ۲۰۳۴۹۹ | 2002 AU111  | ۹ ژانویه ۲۰۰۲   |
| ۲۰۳۵۰۰ | 2002 AK116  | ۹ ژانویه ۲۰۰۲   |
| ۲۰۳۵۰۱ | 2002 AO121  | ۹ ژانویه ۲۰۰۲   |
| ۲۰۳۵۰۲ | 2002 AW122  | ۹ ژانویه ۲۰۰۲   |
| ۲۰۳۵۰۳ | 2002 AL126  | ۱۳ ژانویه ۲۰۰۲  |
| ۲۰۳۵۰۴ | 2002 AS126  | ۱۳ ژانویه ۲۰۰۲  |
| ۲۰۳۵۰۵ | 2002 AN130  | ۱۲ ژانویه ۲۰۰۲  |
| ۲۰۳۵۰۶ | 2002 AQ130  | ۱۲ ژانویه ۲۰۰۲  |
| ۲۰۳۵۰۷ | 2002 AY141  | ۱۳ ژانویه ۲۰۰۲  |
| ۲۰۳۵۰۸ | 2002 AK142  | ۱۳ ژانویه ۲۰۰۲  |
| ۲۰۳۵۰۹ | 2002 AZ154  | ۱۴ ژانویه ۲۰۰۲  |
| ۲۰۳۵۱۰ | 2002 AG155  | ۱۴ ژانویه ۲۰۰۲  |
| ۲۰۳۵۱۱ | 2002 AX156  | ۱۳ ژانویه ۲۰۰۲  |
| ۲۰۳۵۱۲ | 2002 AB160  | ۱۳ ژانویه ۲۰۰۲  |
| ۲۰۳۵۱۳ | 2002 AM162  | ۱۳ ژانویه ۲۰۰۲  |
| ۲۰۳۵۱۴ | 2002 AD164  | ۱۳ ژانویه ۲۰۰۲  |
| ۲۰۳۵۱۵ | 2002 AJ164  | ۱۳ ژانویه ۲۰۰۲  |
| ۲۰۳۵۱۶ | 2002 AM165  | ۱۳ ژانویه ۲۰۰۲  |
| ۲۰۳۵۱۷ | 2002 AP167  | ۱۳ ژانویه ۲۰۰۲  |
| ۲۰۳۵۱۸ | 2002 AC174  | ۱۴ ژانویه ۲۰۰۲  |
| ۲۰۳۵۱۹ | 2002 AN179  | ۱۴ ژانویه ۲۰۰۲  |
| ۲۰۳۵۲۰ | 2002 AO179  | ۱۴ ژانویه ۲۰۰۲  |
| ۲۰۳۵۲۱ | 2002 AP183  | ۶ ژانویه ۲۰۰۲   |
| ۲۰۳۵۲۲ | 2002 AL185  | ۸ ژانویه ۲۰۰۲   |
| ۲۰۳۵۲۳ | 2002 AS208  | ۹ ژانویه ۲۰۰۲   |
| ۲۰۳۵۲۴ | 2002 BF8    | ۱۸ ژانویه ۲۰۰۲  |
| ۲۰۳۵۲۵ | 2002 BV11   | ۱۹ ژانویه ۲۰۰۲  |
| ۲۰۳۵۲۶ | 2002 BP14   | ۱۹ ژانویه ۲۰۰۲  |
| ۲۰۳۵۲۷ | 2002 BT19   | ۲۲ ژانویه ۲۰۰۲  |
| ۲۰۳۵۲۸ | 2002 BV19   | ۲۲ ژانویه ۲۰۰۲  |
| ۲۰۳۵۲۹ | 2002 BL22   | ۲۲ ژانویه ۲۰۰۲  |
| ۲۰۳۵۳۰ | 2002 BV27   | ۲۰ ژانویه ۲۰۰۲  |
| ۲۰۳۵۳۱ | 2002 CB9    | ۶ فوریه ۲۰۰۲    |
| ۲۰۳۵۳۲ | 2002 CU12   | ۸ فوریه ۲۰۰۲    |
| ۲۰۳۵۳۳ | 2002 CL16   | ۶ فوریه ۲۰۰۲    |
| ۲۰۳۵۳۴ | 2002 CR16   | ۶ فوریه ۲۰۰۲    |
| ۲۰۳۵۳۵ | 2002 CW21   | ۵ فوریه ۲۰۰۲    |
| ۲۰۳۵۳۶ | 2002 CB22   | ۵ فوریه ۲۰۰۲    |
| ۲۰۳۵۳۷ | 2002 CG28   | ۶ فوریه ۲۰۰۲    |
| ۲۰۳۵۳۸ | 2002 CK38   | ۷ فوریه ۲۰۰۲    |
| ۲۰۳۵۳۹ | 2002 CZ40   | ۷ فوریه ۲۰۰۲    |
| ۲۰۳۵۴۰ | 2002 CY47   | ۳ فوریه ۲۰۰۲    |
| ۲۰۳۵۴۱ | 2002 CM48   | ۳ فوریه ۲۰۰۲    |
| ۲۰۳۵۴۲ | 2002 CW52   | ۷ فوریه ۲۰۰۲    |
| ۲۰۳۵۴۳ | 2002 CT59   | ۱۳ فوریه ۲۰۰۲   |
| ۲۰۳۵۴۴ | 2002 CH66   | ۷ فوریه ۲۰۰۲    |
| ۲۰۳۵۴۵ | 2002 CJ67   | ۷ فوریه ۲۰۰۲    |
| ۲۰۳۵۴۶ | 2002 CK72   | ۷ فوریه ۲۰۰۲    |
| ۲۰۳۵۴۷ | 2002 CY72   | ۷ فوریه ۲۰۰۲    |
| ۲۰۳۵۴۸ | 2002 CS73   | ۷ فوریه ۲۰۰۲    |
| ۲۰۳۵۴۹ | 2002 CM75   | ۷ فوریه ۲۰۰۲    |
| ۲۰۳۵۵۰ | 2002 CE76   | ۷ فوریه ۲۰۰۲    |
| ۲۰۳۵۵۱ | 2002 CS79   | ۷ فوریه ۲۰۰۲    |
| ۲۰۳۵۵۲ | 2002 CD82   | ۷ فوریه ۲۰۰۲    |
| ۲۰۳۵۵۳ | 2002 CW86   | ۷ فوریه ۲۰۰۲    |
| ۲۰۳۵۵۴ | 2002 CD90   | ۷ فوریه ۲۰۰۲    |
| ۲۰۳۵۵۵ | 2002 CZ94   | ۷ فوریه ۲۰۰۲    |
| ۲۰۳۵۵۶ | 2002 CK98   | ۷ فوریه ۲۰۰۲    |
| ۲۰۳۵۵۷ | 2002 CV99   | ۷ فوریه ۲۰۰۲    |
| ۲۰۳۵۵۸ | 2002 CA101  | ۷ فوریه ۲۰۰۲    |
| ۲۰۳۵۵۹ | 2002 CJ113  | ۸ فوریه ۲۰۰۲    |
| ۲۰۳۵۶۰ | 2002 CV113  | ۸ فوریه ۲۰۰۲    |
| ۲۰۳۵۶۱ | 2002 CC119  | ۷ فوریه ۲۰۰۲    |
| ۲۰۳۵۶۲ | 2002 CM119  | ۷ فوریه ۲۰۰۲    |
| ۲۰۳۵۶۳ | 2002 CV119  | ۷ فوریه ۲۰۰۲    |
| ۲۰۳۵۶۴ | 2002 CO120  | ۷ فوریه ۲۰۰۲    |
| ۲۰۳۵۶۵ | 2002 CR122  | ۷ فوریه ۲۰۰۲    |
| ۲۰۳۵۶۶ | 2002 CS134  | ۷ فوریه ۲۰۰۲    |
| ۲۰۳۵۶۷ | 2002 CB145  | ۹ فوریه ۲۰۰۲    |
| ۲۰۳۵۶۸ | 2002 CL150  | ۱۰ فوریه ۲۰۰۲   |
| ۲۰۳۵۶۹ | 2002 CY151  | ۱۰ فوریه ۲۰۰۲   |
| ۲۰۳۵۷۰ | 2002 CM152  | ۱۱ فوریه ۲۰۰۲   |
| ۲۰۳۵۷۱ | 2002 CK155  | ۶ فوریه ۲۰۰۲    |
| ۲۰۳۵۷۲ | 2002 CE167  | ۸ فوریه ۲۰۰۲    |
| ۲۰۳۵۷۳ | 2002 CM178  | ۱۰ فوریه ۲۰۰۲   |
| ۲۰۳۵۷۴ | 2002 CW185  | ۱۰ فوریه ۲۰۰۲   |
| ۲۰۳۵۷۵ | 2002 CN203  | ۱۰ فوریه ۲۰۰۲   |
| ۲۰۳۵۷۶ | 2002 CT203  | ۱۰ فوریه ۲۰۰۲   |
| ۲۰۳۵۷۷ | 2002 CR209  | ۱۰ فوریه ۲۰۰۲   |
| ۲۰۳۵۷۸ | 2002 CQ214  | ۱۰ فوریه ۲۰۰۲   |
| ۲۰۳۵۷۹ | 2002 CB217  | ۱۰ فوریه ۲۰۰۲   |
| ۲۰۳۵۸۰ | 2002 CG217  | ۱۰ فوریه ۲۰۰۲   |
| ۲۰۳۵۸۱ | 2002 CK222  | ۱۱ فوریه ۲۰۰۲   |
| ۲۰۳۵۸۲ | 2002 CS232  | ۱۰ فوریه ۲۰۰۲   |
| ۲۰۳۵۸۳ | 2002 CN233  | ۱۱ فوریه ۲۰۰۲   |
| ۲۰۳۵۸۴ | 2002 CV235  | ۱۱ فوریه ۲۰۰۲   |
| ۲۰۳۵۸۵ | 2002 CZ236  | ۹ فوریه ۲۰۰۲    |
| ۲۰۳۵۸۶ | 2002 CA242  | ۱۱ فوریه ۲۰۰۲   |
| ۲۰۳۵۸۷ | 2002 CK246  | ۱۳ فوریه ۲۰۰۲   |
| ۲۰۳۵۸۸ | 2002 CZ252  | ۵ فوریه ۲۰۰۲    |
| ۲۰۳۵۸۹ | 2002 CE254  | ۵ فوریه ۲۰۰۲    |
| ۲۰۳۵۹۰ | 2002 CC275  | ۹ فوریه ۲۰۰۲    |
| ۲۰۳۵۹۱ | 2002 CL277  | ۷ فوریه ۲۰۰۲    |
| ۲۰۳۵۹۲ | 2002 CQ278  | ۷ فوریه ۲۰۰۲    |
| ۲۰۳۵۹۳ | 2002 CG283  | ۸ فوریه ۲۰۰۲    |
| ۲۰۳۵۹۴ | 2002 CQ287  | ۹ فوریه ۲۰۰۲    |
| ۲۰۳۵۹۵ | 2002 CK292  | ۱۱ فوریه ۲۰۰۲   |
| ۲۰۳۵۹۶ | 2002 CE299  | ۱۲ فوریه ۲۰۰۲   |
| ۲۰۳۵۹۷ | 2002 CA301  | ۱۱ فوریه ۲۰۰۲   |
| ۲۰۳۵۹۸ | 2002 CE310  | ۶ فوریه ۲۰۰۲    |
| ۲۰۳۵۹۹ | 2002 CB311  | ۱۰ فوریه ۲۰۰۲   |
| ۲۰۳۶۰۰ | 2002 CN314  | ۷ فوریه ۲۰۰۲    |
| ۲۰۳۶۰۱ | 2002 DR1    | ۱۹ فوریه ۲۰۰۲   |
| ۲۰۳۶۰۱ | 2002 ED     | ۴ مارس ۲۰۰۲     |
| ۲۰۳۶۰۳ | 2002 EJ2    | ۹ مارس ۲۰۰۲     |
| ۲۰۳۶۰۴ | 2002 EJ21   | ۱۰ مارس ۲۰۰۲    |
| ۲۰۳۶۰۵ | 2002 EW24   | ۵ مارس ۲۰۰۲     |
| ۲۰۳۶۰۶ | 2002 EG28   | ۹ مارس ۲۰۰۲     |
| ۲۰۳۶۰۷ | 2002 EA54   | ۱۳ مارس ۲۰۰۲    |
| ۲۰۳۶۰۸ | 2002 EV58   | ۱۳ مارس ۲۰۰۲    |
| ۲۰۳۶۰۹ | 2002 EW65   | ۱۳ مارس ۲۰۰۲    |
| ۲۰۳۶۱۰ | 2002 EC67   | ۱۳ مارس ۲۰۰۲    |
| ۲۰۳۶۱۱ | 2002 EP67   | ۱۳ مارس ۲۰۰۲    |
| ۲۰۳۶۱۲ | 2002 EG78   | ۱۱ مارس ۲۰۰۲    |
| ۲۰۳۶۱۳ | 2002 EF81   | ۱۳ مارس ۲۰۰۲    |
| ۲۰۳۶۱۴ | 2002 EL88   | ۹ مارس ۲۰۰۲     |
| ۲۰۳۶۱۵ | 2002 EA91   | ۱۲ مارس ۲۰۰۲    |
| ۲۰۳۶۱۶ | 2002 EM97   | ۱۲ مارس ۲۰۰۲    |
| ۲۰۳۶۱۷ | 2002 EM108  | ۹ مارس ۲۰۰۲     |
| ۲۰۳۶۱۸ | 2002 EX115  | ۱۰ مارس ۲۰۰۲    |
| ۲۰۳۶۱۹ | 2002 EO120  | ۱۱ مارس ۲۰۰۲    |
| ۲۰۳۶۲۰ | 2002 EU125  | ۱۱ مارس ۲۰۰۲    |
| ۲۰۳۶۲۱ | 2002 EB129  | ۱۳ مارس ۲۰۰۲    |
| ۲۰۳۶۲۲ | 2002 EP129  | ۱۳ مارس ۲۰۰۲    |
| ۲۰۳۶۲۲ | 2002 FU     | ۱۸ مارس ۲۰۰۲    |
| ۲۰۳۶۲۴ | 2002 FZ3    | ۲۰ مارس ۲۰۰۲    |
| ۲۰۳۶۲۵ | 2002 FH13   | ۱۶ مارس ۲۰۰۲    |
| ۲۰۳۶۲۶ | 2002 FQ16   | ۱۶ مارس ۲۰۰۲    |
| ۲۰۳۶۲۷ | 2002 FC20   | ۱۸ مارس ۲۰۰۲    |
| ۲۰۳۶۲۸ | 2002 FP22   | ۱۹ مارس ۲۰۰۲    |
| ۲۰۳۶۲۹ | 2002 FP25   | ۱۹ مارس ۲۰۰۲    |
| ۲۰۳۶۳۰ | 2002 FR27   | ۲۰ مارس ۲۰۰۲    |
| ۲۰۳۶۳۱ | 2002 FF29   | ۲۰ مارس ۲۰۰۲    |
| ۲۰۳۶۳۲ | 2002 FN38   | ۳۰ مارس ۲۰۰۲    |
| ۲۰۳۶۳۳ | 2002 FO38   | ۳۰ مارس ۲۰۰۲    |
| ۲۰۳۶۳۴ | 2002 GH3    | ۶ آوریل ۲۰۰۲    |
| ۲۰۳۶۳۵ | 2002 GK24   | ۱۳ آوریل ۲۰۰۲   |
| ۲۰۳۶۳۶ | 2002 GZ41   | ۴ آوریل ۲۰۰۲    |
| ۲۰۳۶۳۷ | 2002 GY44   | ۴ آوریل ۲۰۰۲    |
| ۲۰۳۶۳۸ | 2002 GL45   | ۴ آوریل ۲۰۰۲    |
| ۲۰۳۶۳۹ | 2002 GK70   | ۸ آوریل ۲۰۰۲    |
| ۲۰۳۶۴۰ | 2002 GT77   | ۹ آوریل ۲۰۰۲    |
| ۲۰۳۶۴۱ | 2002 GZ81   | ۱۰ آوریل ۲۰۰۲   |
| ۲۰۳۶۴۲ | 2002 GR83   | ۱۰ آوریل ۲۰۰۲   |
| ۲۰۳۶۴۳ | 2002 GK96   | ۹ آوریل ۲۰۰۲    |
| ۲۰۳۶۴۴ | 2002 GC99   | ۱۰ آوریل ۲۰۰۲   |
| ۲۰۳۶۴۵ | 2002 GF99   | ۱۰ آوریل ۲۰۰۲   |
| ۲۰۳۶۴۶ | 2002 GL100  | ۱۰ آوریل ۲۰۰۲   |
| ۲۰۳۶۴۷ | 2002 GS116  | ۱۱ آوریل ۲۰۰۲   |
| ۲۰۳۶۴۸ | 2002 GQ123  | ۱۱ آوریل ۲۰۰۲   |
| ۲۰۳۶۴۹ | 2002 GQ142  | ۱۳ آوریل ۲۰۰۲   |
| ۲۰۳۶۵۰ | 2002 GV159  | ۱۴ آوریل ۲۰۰۲   |
| ۲۰۳۶۵۱ | 2002 GK163  | ۱۴ آوریل ۲۰۰۲   |
| ۲۰۳۶۵۲ | 2002 GS164  | ۱۴ آوریل ۲۰۰۲   |
| ۲۰۳۶۵۳ | 2002 GR171  | ۱۰ آوریل ۲۰۰۲   |
| ۲۰۳۶۵۴ | 2002 GW175  | ۱۱ آوریل ۲۰۰۲   |
| ۲۰۳۶۵۵ | 2002 HO15   | ۱۷ آوریل ۲۰۰۲   |
| ۲۰۳۶۵۶ | 2002 JL14   | ۷ مه ۲۰۰۲       |
| ۲۰۳۶۵۷ | 2002 JP15   | ۸ مه ۲۰۰۲       |
| ۲۰۳۶۵۸ | 2002 JX16   | ۷ مه ۲۰۰۲       |
| ۲۰۳۶۵۹ | 2002 JF18   | ۷ مه ۲۰۰۲       |
| ۲۰۳۶۶۰ | 2002 JG20   | ۶ مه ۲۰۰۲       |
| ۲۰۳۶۶۱ | 2002 JY44   | ۹ مه ۲۰۰۲       |
| ۲۰۳۶۶۲ | 2002 JZ63   | ۹ مه ۲۰۰۲       |
| ۲۰۳۶۶۳ | 2002 JH64   | ۹ مه ۲۰۰۲       |
| ۲۰۳۶۶۴ | 2002 JY73   | ۸ مه ۲۰۰۲       |
| ۲۰۳۶۶۵ | 2002 JZ73   | ۸ مه ۲۰۰۲       |
| ۲۰۳۶۶۶ | 2002 JU77   | ۱۱ مه ۲۰۰۲      |
| ۲۰۳۶۶۷ | 2002 JW88   | ۱۱ مه ۲۰۰۲      |
| ۲۰۳۶۶۸ | 2002 JQ104  | ۱۱ مه ۲۰۰۲      |
| ۲۰۳۶۶۹ | 2002 JG115  | ۱۵ مه ۲۰۰۲      |
| ۲۰۳۶۷۰ | 2002 JH120  | ۵ مه ۲۰۰۲       |
| ۲۰۳۶۷۱ | 2002 JN123  | ۶ مه ۲۰۰۲       |
| ۲۰۳۶۷۲ | 2002 JF136  | ۹ مه ۲۰۰۲       |
| ۲۰۳۶۷۳ | 2002 JF146  | ۱۵ مه ۲۰۰۲      |
| ۲۰۳۶۷۴ | 2002 JM147  | ۱۰ مه ۲۰۰۲      |
| ۲۰۳۶۷۴ | 2002 LH     | ۱ ژوئن ۲۰۰۲     |
| ۲۰۳۶۷۶ | 2002 LP6    | ۱ ژوئن ۲۰۰۲     |
| ۲۰۳۶۷۷ | 2002 LB8    | ۵ ژوئن ۲۰۰۲     |
| ۲۰۳۶۷۸ | 2002 LP43   | ۱۰ ژوئن ۲۰۰۲    |
| ۲۰۳۶۷۸ | 2002 MK     | ۱۶ ژوئن ۲۰۰۲    |
| ۲۰۳۶۸۰ | 2002 NU5    | ۱۰ ژوئیه ۲۰۰۲   |
| ۲۰۳۶۸۱ | 2002 NX11   | ۴ ژوئیه ۲۰۰۲    |
| ۲۰۳۶۸۲ | 2002 NN13   | ۴ ژوئیه ۲۰۰۲    |
| ۲۰۳۶۸۳ | 2002 NJ18   | ۹ ژوئیه ۲۰۰۲    |
| ۲۰۳۶۸۴ | 2002 NM25   | ۹ ژوئیه ۲۰۰۲    |
| ۲۰۳۶۸۵ | 2002 NT35   | ۹ ژوئیه ۲۰۰۲    |
| ۲۰۳۶۸۶ | 2002 NQ38   | ۱۴ ژوئیه ۲۰۰۲   |
| ۲۰۳۶۸۷ | 2002 ND39   | ۱۳ ژوئیه ۲۰۰۲   |
| ۲۰۳۶۸۸ | 2002 NF39   | ۱۳ ژوئیه ۲۰۰۲   |
| ۲۰۳۶۸۹ | 2002 NN49   | ۱۴ ژوئیه ۲۰۰۲   |
| ۲۰۳۶۹۰ | 2002 NK53   | ۱۴ ژوئیه ۲۰۰۲   |
| ۲۰۳۶۹۱ | 2002 NV53   | ۴ ژوئیه ۲۰۰۲    |
| ۲۰۳۶۹۲ | 2002 NK59   | ۸ ژوئیه ۲۰۰۲    |
| ۲۰۳۶۹۳ | 2002 NU63   | ۸ ژوئیه ۲۰۰۲    |
| ۲۰۳۶۹۴ | 2002 ND66   | ۹ ژوئیه ۲۰۰۲    |
| ۲۰۳۶۹۵ | 2002 NK66   | ۹ ژوئیه ۲۰۰۲    |
| ۲۰۳۶۹۶ | 2002 OJ9    | ۲۱ ژوئیه ۲۰۰۲   |
| ۲۰۳۶۹۷ | 2002 OV12   | ۱۷ ژوئیه ۲۰۰۲   |
| ۲۰۳۶۹۸ | 2002 OT21   | ۱۸ ژوئیه ۲۰۰۲   |
| ۲۰۳۶۹۹ | 2002 OE29   | ۱۸ ژوئیه ۲۰۰۲   |
| ۲۰۳۷۰۰ | 2002 OG31   | ۱۷ ژوئیه ۲۰۰۲   |
| ۲۰۳۷۰۱ | 2002 PE20   | ۶ اوت ۲۰۰۲      |
| ۲۰۳۷۰۲ | 2002 PV28   | ۶ اوت ۲۰۰۲      |
| ۲۰۳۷۰۳ | 2002 PS33   | ۶ اوت ۲۰۰۲      |
| ۲۰۳۷۰۴ | 2002 PX34   | ۵ اوت ۲۰۰۲      |
| ۲۰۳۷۰۵ | 2002 PG35   | ۶ اوت ۲۰۰۲      |
| ۲۰۳۷۰۶ | 2002 PG81   | ۱۳ اوت ۲۰۰۲     |
| ۲۰۳۷۰۷ | 2002 PP94   | ۱۲ اوت ۲۰۰۲     |
| ۲۰۳۷۰۸ | 2002 PG115  | ۱۵ اوت ۲۰۰۲     |
| ۲۰۳۷۰۹ | 2002 PS122  | ۱۴ اوت ۲۰۰۲     |
| ۲۰۳۷۱۰ | 2002 PJ133  | ۱۴ اوت ۲۰۰۲     |
| ۲۰۳۷۱۱ | 2002 PQ141  | ۱۵ اوت ۲۰۰۲     |
| ۲۰۳۷۱۲ | 2002 PF159  | ۸ اوت ۲۰۰۲      |
| ۲۰۳۷۱۳ | 2002 PJ163  | ۸ اوت ۲۰۰۲      |
| ۲۰۳۷۱۴ | 2002 PP163  | ۸ اوت ۲۰۰۲      |
| ۲۰۳۷۱۵ | 2002 PY163  | ۸ اوت ۲۰۰۲      |
| ۲۰۳۷۱۶ | 2002 PA165  | ۸ اوت ۲۰۰۲      |
| ۲۰۳۷۱۷ | 2002 PK172  | ۱۱ اوت ۲۰۰۲     |
| ۲۰۳۷۱۸ | 2002 PS178  | ۱۳ اوت ۲۰۰۲     |
| ۲۰۳۷۱۹ | 2002 PQ179  | ۸ اوت ۲۰۰۲      |
| ۲۰۳۷۲۰ | 2002 PM181  | ۱۵ اوت ۲۰۰۲     |
| ۲۰۳۷۲۱ | 2002 QP3    | ۱۶ اوت ۲۰۰۲     |
| ۲۰۳۷۲۲ | 2002 QB11   | ۱۷ اوت ۲۰۰۲     |
| ۲۰۳۷۲۳ | 2002 QL14   | ۲۶ اوت ۲۰۰۲     |
| ۲۰۳۷۲۴ | 2002 QY21   | ۲۷ اوت ۲۰۰۲     |
| ۲۰۳۷۲۵ | 2002 QV32   | ۲۹ اوت ۲۰۰۲     |
| ۲۰۳۷۲۶ | 2002 QW35   | ۲۹ اوت ۲۰۰۲     |
| ۲۰۳۷۲۷ | 2002 QM47   | ۳۰ اوت ۲۰۰۲     |
| ۲۰۳۷۲۸ | 2002 QM53   | ۲۹ اوت ۲۰۰۲     |
| ۲۰۳۷۲۹ | 2002 QR53   | ۲۹ اوت ۲۰۰۲     |
| ۲۰۳۷۳۰ | 2002 QV55   | ۲۹ اوت ۲۰۰۲     |
| ۲۰۳۷۳۱ | 2002 QE59   | ۲۸ اوت ۲۰۰۲     |
| ۲۰۳۷۳۲ | 2002 QY59   | ۲۶ اوت ۲۰۰۲     |
| ۲۰۳۷۳۳ | 2002 QT62   | ۲۸ اوت ۲۰۰۲     |
| ۲۰۳۷۳۴ | 2002 QS63   | ۳۰ اوت ۲۰۰۲     |
| ۲۰۳۷۳۵ | 2002 QH65   | ۱۸ اوت ۲۰۰۲     |
| ۲۰۳۷۳۶ | 2002 QJ65   | ۱۹ اوت ۲۰۰۲     |
| ۲۰۳۷۳۷ | 2002 QA78   | ۱۷ اوت ۲۰۰۲     |
| ۲۰۳۷۳۸ | 2002 QB88   | ۲۷ اوت ۲۰۰۲     |
| ۲۰۳۷۳۹ | 2002 QZ94   | ۳۰ اوت ۲۰۰۲     |
| ۲۰۳۷۴۰ | 2002 QF95   | ۱۸ اوت ۲۰۰۲     |
| ۲۰۳۷۴۱ | 2002 QM96   | ۱۸ اوت ۲۰۰۲     |
| ۲۰۳۷۴۲ | 2002 QH111  | ۱۷ اوت ۲۰۰۲     |
| ۲۰۳۷۴۳ | 2002 QR119  | ۱۷ اوت ۲۰۰۲     |
| ۲۰۳۷۴۴ | 2002 QR123  | ۲۹ اوت ۲۰۰۲     |
| ۲۰۳۷۴۵ | 2002 RH23   | ۴ سپتامبر ۲۰۰۲  |
| ۲۰۳۷۴۶ | 2002 RQ30   | ۴ سپتامبر ۲۰۰۲  |
| ۲۰۳۷۴۷ | 2002 RN51   | ۵ سپتامبر ۲۰۰۲  |
| ۲۰۳۷۴۸ | 2002 RE55   | ۵ سپتامبر ۲۰۰۲  |
| ۲۰۳۷۴۹ | 2002 RN55   | ۵ سپتامبر ۲۰۰۲  |
| ۲۰۳۷۵۰ | 2002 RF69   | ۴ سپتامبر ۲۰۰۲  |
| ۲۰۳۷۵۱ | 2002 RA72   | ۵ سپتامبر ۲۰۰۲  |
| ۲۰۳۷۵۲ | 2002 RL96   | ۵ سپتامبر ۲۰۰۲  |
| ۲۰۳۷۵۳ | 2002 RY117  | ۲ سپتامبر ۲۰۰۲  |
| ۲۰۳۷۵۴ | 2002 RE133  | ۹ سپتامبر ۲۰۰۲  |
| ۲۰۳۷۵۵ | 2002 RL134  | ۱۰ سپتامبر ۲۰۰۲ |
| ۲۰۳۷۵۶ | 2002 RP135  | ۱۰ سپتامبر ۲۰۰۲ |
| ۲۰۳۷۵۷ | 2002 RS143  | ۱۱ سپتامبر ۲۰۰۲ |
| ۲۰۳۷۵۸ | 2002 RK153  | ۱۲ سپتامبر ۲۰۰۲ |
| ۲۰۳۷۵۹ | 2002 RL161  | ۱۲ سپتامبر ۲۰۰۲ |
| ۲۰۳۷۶۰ | 2002 RC166  | ۱۳ سپتامبر ۲۰۰۲ |
| ۲۰۳۷۶۱ | 2002 RA167  | ۱۳ سپتامبر ۲۰۰۲ |
| ۲۰۳۷۶۲ | 2002 RM172  | ۱۳ سپتامبر ۲۰۰۲ |
| ۲۰۳۷۶۳ | 2002 RE174  | ۱۳ سپتامبر ۲۰۰۲ |
| ۲۰۳۷۶۴ | 2002 RY195  | ۱۲ سپتامبر ۲۰۰۲ |
| ۲۰۳۷۶۵ | 2002 RB196  | ۱۲ سپتامبر ۲۰۰۲ |
| ۲۰۳۷۶۶ | 2002 RX202  | ۱۳ سپتامبر ۲۰۰۲ |
| ۲۰۳۷۶۷ | 2002 RP212  | ۱۵ سپتامبر ۲۰۰۲ |
| ۲۰۳۷۶۸ | 2002 RW216  | ۱۴ سپتامبر ۲۰۰۲ |
| ۲۰۳۷۶۹ | 2002 RL219  | ۱۵ سپتامبر ۲۰۰۲ |
| ۲۰۳۷۷۰ | 2002 RE222  | ۱۵ سپتامبر ۲۰۰۲ |
| ۲۰۳۷۷۱ | 2002 RY233  | ۱۴ سپتامبر ۲۰۰۲ |
| ۲۰۳۷۷۲ | 2002 RS261  | ۴ سپتامبر ۲۰۰۲  |
| ۲۰۳۷۷۳ | 2002 RL267  | ۱۴ سپتامبر ۲۰۰۲ |
| ۲۰۳۷۷۴ | 2002 SX4    | ۲۷ سپتامبر ۲۰۰۲ |
| ۲۰۳۷۷۵ | 2002 SQ7    | ۲۷ سپتامبر ۲۰۰۲ |
| ۲۰۳۷۷۶ | 2002 SG34   | ۲۹ سپتامبر ۲۰۰۲ |
| ۲۰۳۷۷۷ | 2002 SB38   | ۳۰ سپتامبر ۲۰۰۲ |
| ۲۰۳۷۷۸ | 2002 SQ42   | ۲۸ سپتامبر ۲۰۰۲ |
| ۲۰۳۷۷۹ | 2002 SK63   | ۲۶ سپتامبر ۲۰۰۲ |
| ۲۰۳۷۸۰ | 2002 SL71   | ۲۶ سپتامبر ۲۰۰۲ |
| ۲۰۳۷۸۱ | 2002 SA72   | ۲۶ سپتامبر ۲۰۰۲ |
| ۲۰۳۷۸۱ | 2002 TU     | ۱ اکتبر ۲۰۰۲    |
| ۲۰۳۷۸۱ | 2002 TZ     | ۱ اکتبر ۲۰۰۲    |
| ۲۰۳۷۸۴ | 2002 TJ3    | ۱ اکتبر ۲۰۰۲    |
| ۲۰۳۷۸۵ | 2002 TE7    | ۱ اکتبر ۲۰۰۲    |
| ۲۰۳۷۸۶ | 2002 TP11   | ۱ اکتبر ۲۰۰۲    |
| ۲۰۳۷۸۷ | 2002 TH22   | ۲ اکتبر ۲۰۰۲    |
| ۲۰۳۷۸۸ | 2002 TV39   | ۲ اکتبر ۲۰۰۲    |
| ۲۰۳۷۸۹ | 2002 TN40   | ۲ اکتبر ۲۰۰۲    |
| ۲۰۳۷۹۰ | 2002 TC48   | ۲ اکتبر ۲۰۰۲    |
| ۲۰۳۷۹۱ | 2002 TD62   | ۳ اکتبر ۲۰۰۲    |
| ۲۰۳۷۹۲ | 2002 TM68   | ۷ اکتبر ۲۰۰۲    |
| ۲۰۳۷۹۳ | 2002 TE73   | ۳ اکتبر ۲۰۰۲    |
| ۲۰۳۷۹۴ | 2002 TR83   | ۲ اکتبر ۲۰۰۲    |
| ۲۰۳۷۹۵ | 2002 TE90   | ۳ اکتبر ۲۰۰۲    |
| ۲۰۳۷۹۶ | 2002 TY94   | ۳ اکتبر ۲۰۰۲    |
| ۲۰۳۷۹۷ | 2002 TH97   | ۲ اکتبر ۲۰۰۲    |
| ۲۰۳۷۹۸ | 2002 TU101  | ۴ اکتبر ۲۰۰۲    |
| ۲۰۳۷۹۹ | 2002 TW107  | ۱ اکتبر ۲۰۰۲    |
| ۲۰۳۸۰۰ | 2002 TA110  | ۲ اکتبر ۲۰۰۲    |
| ۲۰۳۸۰۱ | 2002 TN116  | ۳ اکتبر ۲۰۰۲    |
| ۲۰۳۸۰۲ | 2002 TW116  | ۳ اکتبر ۲۰۰۲    |
| ۲۰۳۸۰۳ | 2002 TO118  | ۳ اکتبر ۲۰۰۲    |
| ۲۰۳۸۰۴ | 2002 TJ119  | ۳ اکتبر ۲۰۰۲    |
| ۲۰۳۸۰۵ | 2002 TZ120  | ۳ اکتبر ۲۰۰۲    |
| ۲۰۳۸۰۶ | 2002 TA122  | ۳ اکتبر ۲۰۰۲    |
| ۲۰۳۸۰۷ | 2002 TG146  | ۴ اکتبر ۲۰۰۲    |
| ۲۰۳۸۰۸ | 2002 TV176  | ۵ اکتبر ۲۰۰۲    |
| ۲۰۳۸۰۹ | 2002 TT177  | ۱۱ اکتبر ۲۰۰۲   |
| ۲۰۳۸۱۰ | 2002 TY190  | ۱ اکتبر ۲۰۰۲    |
| ۲۰۳۸۱۱ | 2002 TB191  | ۱ اکتبر ۲۰۰۲    |
| ۲۰۳۸۱۲ | 2002 TA203  | ۴ اکتبر ۲۰۰۲    |
| ۲۰۳۸۱۳ | 2002 TL216  | ۶ اکتبر ۲۰۰۲    |
| ۲۰۳۸۱۴ | 2002 TA235  | ۶ اکتبر ۲۰۰۲    |
| ۲۰۳۸۱۵ | 2002 TQ235  | ۶ اکتبر ۲۰۰۲    |
| ۲۰۳۸۱۶ | 2002 TB236  | ۶ اکتبر ۲۰۰۲    |
| ۲۰۳۸۱۷ | 2002 TC236  | ۶ اکتبر ۲۰۰۲    |
| ۲۰۳۸۱۸ | 2002 TU237  | ۶ اکتبر ۲۰۰۲    |
| ۲۰۳۸۱۹ | 2002 TZ237  | ۷ اکتبر ۲۰۰۲    |
| ۲۰۳۸۲۰ | 2002 TU261  | ۱۰ اکتبر ۲۰۰۲   |
| ۲۰۳۸۲۱ | 2002 TB281  | ۱۰ اکتبر ۲۰۰۲   |
| ۲۰۳۸۲۲ | 2002 TB291  | ۱۰ اکتبر ۲۰۰۲   |
| ۲۰۳۸۲۳ | Zdanavicius | ۵ اکتبر ۲۰۰۲    |
| ۲۰۳۸۲۴ | 2002 TG335  | ۵ اکتبر ۲۰۰۲    |
| ۲۰۳۸۲۵ | 2002 TT358  | ۱۰ اکتبر ۲۰۰۲   |
| ۲۰۳۸۲۶ | 2002 TH382  | ۵ اکتبر ۲۰۰۲    |
| ۲۰۳۸۲۷ | 2002 UN4    | ۲۸ اکتبر ۲۰۰۲   |
| ۲۰۳۸۲۸ | 2002 UJ25   | ۳۰ اکتبر ۲۰۰۲   |
| ۲۰۳۸۲۹ | 2002 UD29   | ۳۱ اکتبر ۲۰۰۲   |
| ۲۰۳۸۳۰ | 2002 UR35   | ۳۱ اکتبر ۲۰۰۲   |
| ۲۰۳۸۳۱ | 2002 UY37   | ۳۱ اکتبر ۲۰۰۲   |
| ۲۰۳۸۳۲ | 2002 UW61   | ۳۰ اکتبر ۲۰۰۲   |
| ۲۰۳۸۳۳ | 2002 VK22   | ۵ نوامبر ۲۰۰۲   |
| ۲۰۳۸۳۴ | 2002 VO22   | ۵ نوامبر ۲۰۰۲   |
| ۲۰۳۸۳۵ | 2002 VL32   | ۵ نوامبر ۲۰۰۲   |
| ۲۰۳۸۳۶ | 2002 VZ44   | ۵ نوامبر ۲۰۰۲   |
| ۲۰۳۸۳۷ | 2002 VM46   | ۵ نوامبر ۲۰۰۲   |
| ۲۰۳۸۳۸ | 2002 VP46   | ۵ نوامبر ۲۰۰۲   |
| ۲۰۳۸۳۹ | 2002 VP53   | ۶ نوامبر ۲۰۰۲   |
| ۲۰۳۸۴۰ | 2002 VV53   | ۶ نوامبر ۲۰۰۲   |
| ۲۰۳۸۴۱ | 2002 VC55   | ۶ نوامبر ۲۰۰۲   |
| ۲۰۳۸۴۲ | 2002 VJ55   | ۶ نوامبر ۲۰۰۲   |
| ۲۰۳۸۴۳ | 2002 VF56   | ۶ نوامبر ۲۰۰۲   |
| ۲۰۳۸۴۴ | 2002 VW61   | ۵ نوامبر ۲۰۰۲   |
| ۲۰۳۸۴۵ | 2002 VN62   | ۵ نوامبر ۲۰۰۲   |
| ۲۰۳۸۴۶ | 2002 VD63   | ۶ نوامبر ۲۰۰۲   |
| ۲۰۳۸۴۷ | 2002 VR88   | ۱۱ نوامبر ۲۰۰۲  |
| ۲۰۳۸۴۸ | 2002 VF89   | ۱۱ نوامبر ۲۰۰۲  |
| ۲۰۳۸۴۹ | 2002 VL96   | ۱۱ نوامبر ۲۰۰۲  |
| ۲۰۳۸۵۰ | 2002 VW96   | ۱۱ نوامبر ۲۰۰۲  |
| ۲۰۳۸۵۱ | 2002 VB101  | ۱۱ نوامبر ۲۰۰۲  |
| ۲۰۳۸۵۲ | 2002 VJ103  | ۱۲ نوامبر ۲۰۰۲  |
| ۲۰۳۸۵۳ | 2002 VK112  | ۱۳ نوامبر ۲۰۰۲  |
| ۲۰۳۸۵۴ | 2002 VX120  | ۱۲ نوامبر ۲۰۰۲  |
| ۲۰۳۸۵۵ | 2002 VW122  | ۱۳ نوامبر ۲۰۰۲  |
| ۲۰۳۸۵۶ | 2002 VB124  | ۱۴ نوامبر ۲۰۰۲  |
| ۲۰۳۸۵۷ | 2002 VF126  | ۱۲ نوامبر ۲۰۰۲  |
| ۲۰۳۸۵۸ | 2002 VO133  | ۵ نوامبر ۲۰۰۲   |
| ۲۰۳۸۵۹ | 2002 VC141  | ۱۵ نوامبر ۲۰۰۲  |
| ۲۰۳۸۶۰ | 2002 VM141  | ۶ نوامبر ۲۰۰۲   |
| ۲۰۳۸۶۱ | 2002 WN2    | ۲۳ نوامبر ۲۰۰۲  |
| ۲۰۳۸۶۲ | 2002 WM10   | ۲۴ نوامبر ۲۰۰۲  |
| ۲۰۳۸۶۳ | 2002 WV11   | ۲۷ نوامبر ۲۰۰۲  |
| ۲۰۳۸۶۴ | 2002 WK18   | ۳۰ نوامبر ۲۰۰۲  |
| ۲۰۳۸۶۵ | 2002 WV27   | ۱۶ نوامبر ۲۰۰۲  |
| ۲۰۳۸۶۵ | 2002 XF     | ۱ دسامبر ۲۰۰۲   |
| ۲۰۳۸۶۵ | 2002 XZ     | ۱ دسامبر ۲۰۰۲   |
| ۲۰۳۸۶۸ | 2002 XO17   | ۵ دسامبر ۲۰۰۲   |
| ۲۰۳۸۶۹ | 2002 XZ20   | ۲ دسامبر ۲۰۰۲   |
| ۲۰۳۸۷۰ | 2002 XF21   | ۲ دسامبر ۲۰۰۲   |
| ۲۰۳۸۷۱ | 2002 XS27   | ۵ دسامبر ۲۰۰۲   |
| ۲۰۳۸۷۲ | 2002 XP39   | ۹ دسامبر ۲۰۰۲   |
| ۲۰۳۸۷۳ | 2002 XR41   | ۶ دسامبر ۲۰۰۲   |
| ۲۰۳۸۷۴ | 2002 XG66   | ۱۰ دسامبر ۲۰۰۲  |
| ۲۰۳۸۷۵ | 2002 XG85   | ۱۱ دسامبر ۲۰۰۲  |
| ۲۰۳۸۷۶ | 2002 XY96   | ۵ دسامبر ۲۰۰۲   |
| ۲۰۳۸۷۷ | 2002 XZ99   | ۵ دسامبر ۲۰۰۲   |
| ۲۰۳۸۷۸ | 2002 YQ2    | ۲۸ دسامبر ۲۰۰۲  |
| ۲۰۳۸۷۹ | 2002 YN30   | ۳۱ دسامبر ۲۰۰۲  |
| ۲۰۳۸۸۰ | 2003 AH7    | ۲ ژانویه ۲۰۰۳   |
| ۲۰۳۸۸۱ | 2003 AF34   | ۷ ژانویه ۲۰۰۳   |
| ۲۰۳۸۸۲ | 2003 AG61   | ۷ ژانویه ۲۰۰۳   |
| ۲۰۳۸۸۳ | 2003 BM16   | ۲۶ ژانویه ۲۰۰۳  |
| ۲۰۳۸۸۴ | 2003 BA26   | ۲۶ ژانویه ۲۰۰۳  |
| ۲۰۳۸۸۵ | 2003 BZ61   | ۲۸ ژانویه ۲۰۰۳  |
| ۲۰۳۸۸۶ | 2003 BF84   | ۳۱ ژانویه ۲۰۰۳  |
| ۲۰۳۸۸۷ | 2003 DM21   | ۲۳ فوریه ۲۰۰۳   |
| ۲۰۳۸۸۸ | 2003 ET30   | ۶ مارس ۲۰۰۳     |
| ۲۰۳۸۸۹ | 2003 EH50   | ۱۰ مارس ۲۰۰۳    |
| ۲۰۳۸۹۰ | 2003 FQ25   | ۲۴ مارس ۲۰۰۳    |
| ۲۰۳۸۹۱ | 2003 FR43   | ۲۳ مارس ۲۰۰۳    |
| ۲۰۳۸۹۲ | 2003 FR61   | ۲۶ مارس ۲۰۰۳    |
| ۲۰۳۸۹۳ | 2003 FX66   | ۲۶ مارس ۲۰۰۳    |
| ۲۰۳۸۹۴ | 2003 FS116  | ۲۳ مارس ۲۰۰۳    |
| ۲۰۳۸۹۵ | 2003 FA119  | ۲۶ مارس ۲۰۰۳    |
| ۲۰۳۸۹۶ | 2003 GE51   | ۸ آوریل ۲۰۰۳    |
| ۲۰۳۸۹۶ | 2003 HD     | ۲۱ آوریل ۲۰۰۳   |
| ۲۰۳۸۹۸ | 2003 HH12   | ۲۵ آوریل ۲۰۰۳   |
| ۲۰۳۸۹۹ | 2003 HW21   | ۲۷ آوریل ۲۰۰۳   |
| ۲۰۳۹۰۰ | 2003 HE22   | ۲۴ آوریل ۲۰۰۳   |
| ۲۰۳۹۰۱ | 2003 HR24   | ۲۵ آوریل ۲۰۰۳   |
| ۲۰۳۹۰۲ | 2003 HB28   | ۲۶ آوریل ۲۰۰۳   |
| ۲۰۳۹۰۳ | 2003 HY28   | ۲۸ آوریل ۲۰۰۳   |
| ۲۰۳۹۰۴ | 2003 HE29   | ۲۸ آوریل ۲۰۰۳   |
| ۲۰۳۹۰۵ | 2003 HJ37   | ۲۶ آوریل ۲۰۰۳   |
| ۲۰۳۹۰۶ | 2003 HQ41   | ۲۹ آوریل ۲۰۰۳   |
| ۲۰۳۹۰۷ | 2003 HS48   | ۳۰ آوریل ۲۰۰۳   |
| ۲۰۳۹۰۸ | 2003 HU50   | ۲۸ آوریل ۲۰۰۳   |
| ۲۰۳۹۰۹ | 2003 HK51   | ۲۹ آوریل ۲۰۰۳   |
| ۲۰۳۹۱۰ | 2003 HC53   | ۳۰ آوریل ۲۰۰۳   |
| ۲۰۳۹۱۱ | 2003 JV8    | ۲ مه ۲۰۰۳       |
| ۲۰۳۹۱۲ | 2003 JM16   | ۹ مه ۲۰۰۳       |
| ۲۰۳۹۱۳ | 2003 MC1    | ۲۲ ژوئن ۲۰۰۳    |
| ۲۰۳۹۱۴ | 2003 MM9    | ۲۸ ژوئن ۲۰۰۳    |
| ۲۰۳۹۱۵ | 2003 OA4    | ۲۲ ژوئیه ۲۰۰۳   |
| ۲۰۳۹۱۶ | 2003 OM4    | ۲۲ ژوئیه ۲۰۰۳   |
| ۲۰۳۹۱۷ | 2003 OK6    | ۲۲ ژوئیه ۲۰۰۳   |
| ۲۰۳۹۱۸ | 2003 OR7    | ۲۵ ژوئیه ۲۰۰۳   |
| ۲۰۳۹۱۹ | 2003 OV10   | ۲۷ ژوئیه ۲۰۰۳   |
| ۲۰۳۹۲۰ | 2003 OH13   | ۲۷ ژوئیه ۲۰۰۳   |
| ۲۰۳۹۲۱ | 2003 OR15   | ۲۳ ژوئیه ۲۰۰۳   |
| ۲۰۳۹۲۲ | 2003 OH17   | ۲۹ ژوئیه ۲۰۰۳   |
| ۲۰۳۹۲۳ | 2003 OP20   | ۳۱ ژوئیه ۲۰۰۳   |
| ۲۰۳۹۲۴ | 2003 OR24   | ۲۴ ژوئیه ۲۰۰۳   |
| ۲۰۳۹۲۵ | 2003 OK27   | ۲۴ ژوئیه ۲۰۰۳   |
| ۲۰۳۹۲۶ | 2003 OX30   | ۳۰ ژوئیه ۲۰۰۳   |
| ۲۰۳۹۲۷ | 2003 PO4    | ۳ اوت ۲۰۰۳      |
| ۲۰۳۹۲۸ | 2003 PG8    | ۲ اوت ۲۰۰۳      |
| ۲۰۳۹۲۹ | 2003 QP14   | ۲۰ اوت ۲۰۰۳     |
| ۲۰۳۹۳۰ | 2003 QG18   | ۲۲ اوت ۲۰۰۳     |
| ۲۰۳۹۳۱ | 2003 QZ20   | ۲۲ اوت ۲۰۰۳     |
| ۲۰۳۹۳۲ | 2003 QD21   | ۲۲ اوت ۲۰۰۳     |
| ۲۰۳۹۳۳ | 2003 QM32   | ۲۱ اوت ۲۰۰۳     |
| ۲۰۳۹۳۴ | 2003 QT37   | ۲۲ اوت ۲۰۰۳     |
| ۲۰۳۹۳۵ | 2003 QD49   | ۲۲ اوت ۲۰۰۳     |
| ۲۰۳۹۳۶ | 2003 QQ49   | ۲۲ اوت ۲۰۰۳     |
| ۲۰۳۹۳۷ | 2003 QP52   | ۲۳ اوت ۲۰۰۳     |
| ۲۰۳۹۳۸ | 2003 QN69   | ۲۵ اوت ۲۰۰۳     |
| ۲۰۳۹۳۹ | 2003 QV73   | ۲۶ اوت ۲۰۰۳     |
| ۲۰۳۹۴۰ | 2003 QQ77   | ۲۴ اوت ۲۰۰۳     |
| ۲۰۳۹۴۱ | 2003 QK78   | ۲۴ اوت ۲۰۰۳     |
| ۲۰۳۹۴۲ | 2003 QZ88   | ۲۵ اوت ۲۰۰۳     |
| ۲۰۳۹۴۳ | 2003 QP95   | ۳۰ اوت ۲۰۰۳     |
| ۲۰۳۹۴۴ | 2003 QU111  | ۳۱ اوت ۲۰۰۳     |
| ۲۰۳۹۴۵ | 2003 QN114  | ۲۳ اوت ۲۰۰۳     |
| ۲۰۳۹۴۶ | 2003 RA8    | ۳ سپتامبر ۲۰۰۳  |
| ۲۰۳۹۴۷ | 2003 RA9    | ۱ سپتامبر ۲۰۰۳  |
| ۲۰۳۹۴۸ | 2003 RF11   | ۱۳ سپتامبر ۲۰۰۳ |
| ۲۰۳۹۴۹ | 2003 RS13   | ۱۵ سپتامبر ۲۰۰۳ |
| ۲۰۳۹۵۰ | 2003 SY2    | ۱۶ سپتامبر ۲۰۰۳ |
| ۲۰۳۹۵۱ | 2003 SU6    | ۱۶ سپتامبر ۲۰۰۳ |
| ۲۰۳۹۵۲ | 2003 SF15   | ۱۷ سپتامبر ۲۰۰۳ |
| ۲۰۳۹۵۳ | 2003 SJ16   | ۱۷ سپتامبر ۲۰۰۳ |
| ۲۰۳۹۵۴ | 2003 SW22   | ۱۶ سپتامبر ۲۰۰۳ |
| ۲۰۳۹۵۵ | 2003 SH31   | ۱۸ سپتامبر ۲۰۰۳ |
| ۲۰۳۹۵۶ | 2003 SX63   | ۱۷ سپتامبر ۲۰۰۳ |
| ۲۰۳۹۵۷ | 2003 SK69   | ۱۷ سپتامبر ۲۰۰۳ |
| ۲۰۳۹۵۸ | 2003 SS94   | ۱۹ سپتامبر ۲۰۰۳ |
| ۲۰۳۹۵۹ | 2003 SR104  | ۲۰ سپتامبر ۲۰۰۳ |
| ۲۰۳۹۶۰ | 2003 SO105  | ۲۰ سپتامبر ۲۰۰۳ |
| ۲۰۳۹۶۱ | 2003 SZ111  | ۱۸ سپتامبر ۲۰۰۳ |
| ۲۰۳۹۶۲ | 2003 SR122  | ۱۸ سپتامبر ۲۰۰۳ |
| ۲۰۳۹۶۳ | 2003 SV131  | ۱۸ سپتامبر ۲۰۰۳ |
| ۲۰۳۹۶۴ | 2003 SA133  | ۱۹ سپتامبر ۲۰۰۳ |
| ۲۰۳۹۶۵ | 2003 SB140  | ۱۸ سپتامبر ۲۰۰۳ |
| ۲۰۳۹۶۶ | 2003 SN146  | ۲۰ سپتامبر ۲۰۰۳ |
| ۲۰۳۹۶۷ | 2003 SP152  | ۱۹ سپتامبر ۲۰۰۳ |
| ۲۰۳۹۶۸ | 2003 SH154  | ۱۹ سپتامبر ۲۰۰۳ |
| ۲۰۳۹۶۹ | 2003 SR157  | ۱۹ سپتامبر ۲۰۰۳ |
| ۲۰۳۹۷۰ | 2003 SG165  | ۲۰ سپتامبر ۲۰۰۳ |
| ۲۰۳۹۷۱ | 2003 SP171  | ۱۸ سپتامبر ۲۰۰۳ |
| ۲۰۳۹۷۲ | 2003 SW176  | ۱۸ سپتامبر ۲۰۰۳ |
| ۲۰۳۹۷۳ | 2003 SR193  | ۲۰ سپتامبر ۲۰۰۳ |
| ۲۰۳۹۷۴ | 2003 SM200  | ۲۵ سپتامبر ۲۰۰۳ |
| ۲۰۳۹۷۵ | 2003 SL206  | ۲۴ سپتامبر ۲۰۰۳ |
| ۲۰۳۹۷۶ | 2003 SR208  | ۲۳ سپتامبر ۲۰۰۳ |
| ۲۰۳۹۷۷ | 2003 SC212  | ۲۵ سپتامبر ۲۰۰۳ |
| ۲۰۳۹۷۸ | 2003 SV218  | ۲۸ سپتامبر ۲۰۰۳ |
| ۲۰۳۹۷۹ | 2003 SG232  | ۲۴ سپتامبر ۲۰۰۳ |
| ۲۰۳۹۸۰ | 2003 SH232  | ۲۴ سپتامبر ۲۰۰۳ |
| ۲۰۳۹۸۱ | 2003 SP233  | ۲۵ سپتامبر ۲۰۰۳ |
| ۲۰۳۹۸۲ | 2003 SK235  | ۲۷ سپتامبر ۲۰۰۳ |
| ۲۰۳۹۸۳ | 2003 SE240  | ۲۷ سپتامبر ۲۰۰۳ |
| ۲۰۳۹۸۴ | 2003 SK246  | ۲۶ سپتامبر ۲۰۰۳ |
| ۲۰۳۹۸۵ | 2003 SG261  | ۲۷ سپتامبر ۲۰۰۳ |
| ۲۰۳۹۸۶ | 2003 SW264  | ۲۸ سپتامبر ۲۰۰۳ |
| ۲۰۳۹۸۷ | 2003 SN265  | ۲۹ سپتامبر ۲۰۰۳ |
| ۲۰۳۹۸۸ | 2003 SD293  | ۲۷ سپتامبر ۲۰۰۳ |
| ۲۰۳۹۸۹ | 2003 SV302  | ۱۷ سپتامبر ۲۰۰۳ |
| ۲۰۳۹۹۰ | 2003 SB306  | ۳۰ سپتامبر ۲۰۰۳ |
| ۲۰۳۹۹۱ | 2003 SN319  | ۲۲ سپتامبر ۲۰۰۳ |
| ۲۰۳۹۹۲ | 2003 SR319  | ۲۸ سپتامبر ۲۰۰۳ |
| ۲۰۳۹۹۳ | 2003 SF323  | ۱۶ سپتامبر ۲۰۰۳ |
| ۲۰۳۹۹۴ | 2003 TL2    | ۱ اکتبر ۲۰۰۳    |
| ۲۰۳۹۹۵ | 2003 TO12   | ۱۴ اکتبر ۲۰۰۳   |
| ۲۰۳۹۹۶ | 2003 TX16   | ۱۴ اکتبر ۲۰۰۳   |
| ۲۰۳۹۹۷ | 2003 TT19   | ۱۵ اکتبر ۲۰۰۳   |
| ۲۰۳۹۹۸ | 2003 TB20   | ۱۴ اکتبر ۲۰۰۳   |
| ۲۰۳۹۹۹ | 2003 TZ20   | ۱۵ اکتبر ۲۰۰۳   |
| ۲۰۴۰۰۰ | 2003 TY27   | ۱ اکتبر ۲۰۰۳    |